# Geschiedenis van West-Australië
 Geschiedenis van West-Australië  beschrijft het ontstaan en de ontwikkeling van de Australische staat West-Australië.

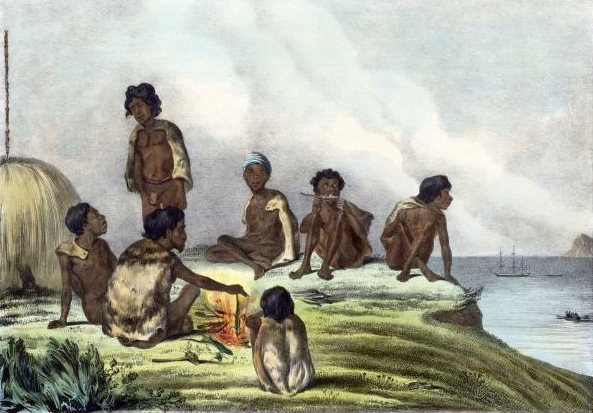
Lithografie van de Aborigines in King George Sound door Louis Boulanger in 1833

## De Aborigines
De Aborigines leefden reeds meer dan 40.000 jaar in het westen van Australië. Ze waren jager-verzamelaars doch manipuleerden ook de natuur om zich heen. Ze brandden de vlakten af opdat het landschap open bleef om makkelijker te kunnen jagen. In inhammen onder invloed van de getijden werden door sommige aboriginesgroepen stenen visvallen gebouwd.
De aanwezigheid van de Aborigines maakte de kolonisatie van het westen van het Australische continent door de Britten mogelijk. De paden van de Aborigines lagen aan de basis van de latere wegen. De voor de jacht opengehouden vlakten waren geschikt om vee te laten grazen. De eerste kolonisten zouden niet overleefd hebben zonder de Aborigines die hen toonden waar ze water en eetbare planten konden vinden of hielpen bij het hoeden van het vee.

## Ontdekkingsreizen
De Portugezen waren rond 1520 vermoedelijk de eerste Europeanen die de West-Australische kust aanschouwden. In 1606 landde het Nederlandse schip Duyfken onder bevel van Willem Jansz op de noordkust van Australië. Dit wordt aanzien als de ontdekking van Australië. Tussen 1616 en 1697 werd de Australische kust verder in kaart gebracht door Nederlandse ontdekkingsreizigers en uit koers geraakte koopvaardijschepen. Dirk Hartog landde op 26 oktober 1616 op het naar hem vernoemde eiland Dirk Hartogeiland voor de Shark Bay. Hij liet een bord achter met de volgende inscriptie:

1616, den 25 october is hier aengecomen het schip d eendracht
van Amsterdam, den opperkopman Gillis Mibais van Lvick schipper Dirck Hatichs van Amsterdam
de 27 dito te seil geghm (sic) na Bantam den
ondercoopman Jan Stins opperstvierman Pieter Doekes van Bil Ao 1616.

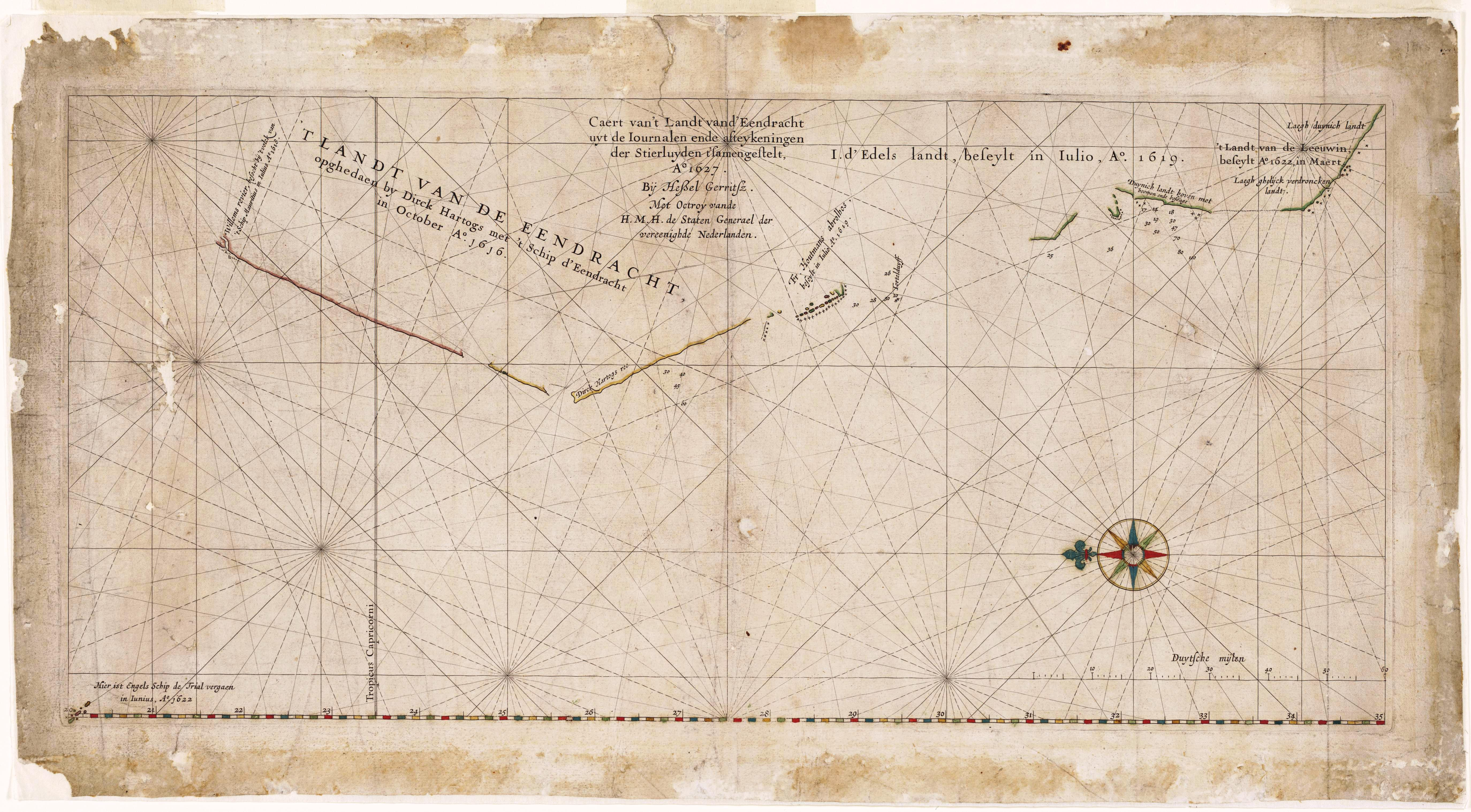
Caert van't Landt van d'Eendracht adhv Hessel Gerritsz

In 1618 aanschouwden de scheepslui van de Zeewolf en de Mauritius de westkust van Australië. De bemanning van de Mauritius ging aan land op de Noordwestkaap en ging ervan uit dat het een eiland betrof. 't Wapen van Hoorn liep in juni 1622 aan grond in de Shark Bay. Datzelfde jaar ontdekte de bemanning van de Leeuwin de zuidwestkust en vernoemden kaap Leeuwin naar hun schip. De Vianen liep op 25 januari 1628 vast nabij Barroweiland. Het schip Batavia zonk nabij de Abrolhoseilanden op 4 juni 1629. Abel Tasman voer in 1642-43 langs Australië en ontdekte onder meer Van Diemensland en Zuidereiland. In 1644 bracht hij de noordkust van Australië in kaart. De Vergulde Draeck verging op 28 april 1656 nabij Ledge Point.
In 1696 deed Willem de Vlamingh kaap Inscription aan en verving Hartogs bord door een van zichzelf. Hij nam het oude bord mee naar Amsterdam waar het bewaard wordt in het Rijksmuseum. De kust werd als gevaarlijk beschouwd, het landschap onherbergzaam en met de Aborigines kon geen handel worden bedreven. De Engelsman William Dampier bevestigde dit beeld aan het eind van de 17e eeuw. In de 18e eeuw was er dan ook weinig interesse in het westen van Australië. Enkel schipbreukelingen en Indonesische vissers uit Sulawesi gingen er aan land.
Aan het einde van de 18e eeuw kreeg Europa interesse in de Indische en Pacifische Oceaan. De oude theorie luidt dat Australië werd gekoloniseerd om gevangenen te dumpen. Volgens de geschiedkundige Alan Frost was er meer aan de hand. Australië was strategisch gelegen voor de wereldhandel. Andere belangrijke strategische plaatsen en handelsposten waren reeds in handen van de Nederlanders, Spanjaarden en Portugezen. Engeland en Frankrijk waren op zoek naar plaatsen van waaruit ze konden opereren. Men had ook nood aan hout om schepen te herstellen.
De Fransman François de Saint-Allouarn eiste in 1772 Dirk Hartogeiland op voor Frankrijk. George Vancouver plantte in 1791 de Union Jack neer aan King George Sound. Geen van beiden kregen echter veel steun van hun overheden en het liep telkens op niets uit. James Cook verkende de oost- en noordkust rond 1770 en Arthur Phillip voer in 1788 uit om het zuidoosten van Australië voor de Britse kroon op te eisen. Hij stichtte de gevangenenkolonie New South Wales. Rond de eeuwwisseling voer Matthew Flinders rond Australië. Napoleon Bonaparte zond in 1800 een expeditie onder leiding van Nicolas Baudin naar Australië. Phillip Parker King maakte vijf verkenningstochten langs de Australische kusten, drie daarvan met het schip Mermaid. Allen Cunningham, John Septimus Roe en de Aborigines Bungaree namen daar aan deel.

## Interesse in West-Australië

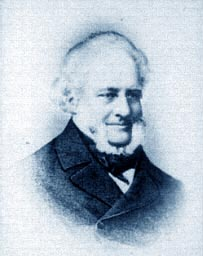
James Stirling

Rond de jaren 1820 leefden er ex-gevangenen, ontsnapt uit New South Wales, langs de kust in het zuidwesten van West-Australië. Ze deden er aan de zeehondenvangst. Ook Amerikaanse walvisjagers gingen er aan land. Beide groepen gingen wreed om met de plaatselijke Aborigines.
De Franse kregen interesse in West-Australië. Dumont d'Urville deed in 1826 King George Sound aan. Majoor Edmund Lockyer werd door de gouverneur van New South Wales naar de King George Sound gezonden met een detachement soldaten en gevangenen om er een militaire post te vestigen.
James Stirling, wiens familie zakenbelangen had op en langs de Indische oceaan, was geïnteresseerd in het westen van Australië. Hij verkende samen met botanicus Charles Frazer de rivier de Swan in maart 1827. Misleid door het seizoen, de machtige jarrahbossen en het feit dat ze niet ver landinwaarts waren gereisd dacht Stirling met een vruchtbaar gebied te maken te hebben.
Door het einde van de Napoleontische oorlogen in 1815 waren veel Britse marine- en legerofficieren werkloos en Stirlings optimistische visie over de mogelijkheid van een kolonie aan de Swan viel niet in dovemansoren. De overheid wenste er geen financiële middelen in te investeren. Het werd geen gevangenenkolonie. De kolonisatie zou door middel van private investeringen bekostigd dienen te worden. Een van de grootste investeerders was Thomas Peel. Eind 1828 werd Stirling tot luitenant-gouverneur van West-Australië benoemd. De eerste kolonisten vertrokken in februari 1829 uit Engeland.

## Stichting van de kolonie aan de rivier de Swan (1829–1835)
In juni 1829 arriveerde de Parmelia voor de West-Australische kust en gingen de kolonisten aan land op Garden Island. De door Stirling aangeduide landmeter-generaal, John Septimus Roe, tekende de plaatsen Fremantle, Perth en Guildford uit. Het land werd opgedeeld in langwerpige, aan de rivier de Swan grenzende, kavels. Dit is nog zichtbaar in de structuur van de wegen in de oostelijke buitenwijken van Perth. De beste kavels werden door Stirling, Roe en hun kennissen en collega-ambtenaren ingenomen. Op 12 augustus 1829 werd Perth gesticht, gesymboliseerd door het vellen van een boom. De plaats werd gekozen omdat het vanaf de kust niet gebombardeerd kon worden, omdat er water aanwezig was en omdat de gronden langs dat deel van de Swan in het bezit waren van Stirling en zijn naasten.
Thomas Peel arriveerde te laat in de kolonie om de aan hem toegewezen grond op te eisen. Hij moest genoegen nemen met minder vruchtbaar grondgebied ten zuiden van Fremantle. Het eerste jaar van de kolonisatie leefden de Europeanen van gezouten vlees en scheepsbeschuit uit Engeland. Ze woonden onder linnen doeken. De knechten en arbeiders die mee waren gemigreerd verbraken hun contracten omdat ze niet werden betaald. Er was veel alcoholisme. De productiviteit lag laag. Enkel goed voorbereide kolonisten, die al iets kenden van landbouw, slaagden erin iets te produceren.
In 1830 stak vaandrig (En: Ensign) Robert Dale als eerste de Darling Range over. Hij ontdekte er de vruchtbare vallei van de Avon. In januari 1831 trok Thomas Bannister een pad tussen de nederzetting aan de King George Sound en die aan de rivier de Swan. De overheid verhoogde de prijs voor grond. Terwijl tussen 1829 en 1831 nog een half miljoen hectare werd toegewezen, ging het tussen 1832 en 1837 om nog slechts 100.000 hectare. In 1831 werd de Agricultural Society opgericht om informatie te delen over de nieuwe omgeving en als drukkingsgroep.

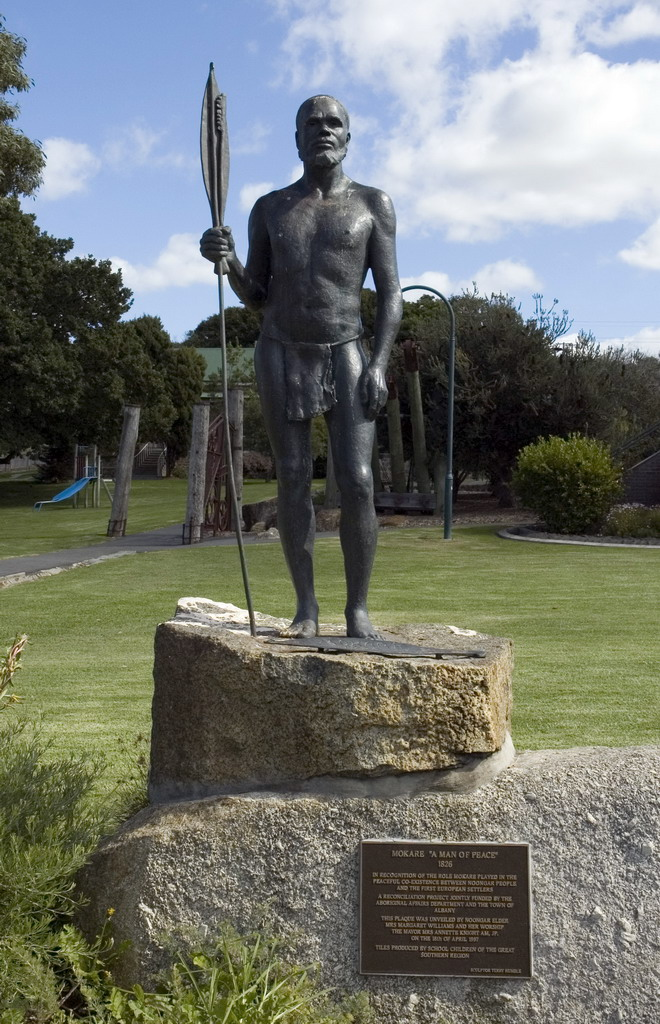
Mokare

Het garnizoen aan de King George Sound leefde vreedzaam samen met de Aborigines doordat ze weinig behoeften hadden. Mokare en dr. Alexander Collie waren er goede vrienden. Op vraag van Collie werden ze naast elkaar begraven. Rond de kolonie aan de Swan kwam het echter al vroeg tot moeilijkheden doordat de kolonisten er zich veel grondgebied toegeëigenden. Tijdens Stirlings afwezigheid tussen 1832 en 1834 verslechterden de relaties nog. In 1833 werd een Nyungah-oudste, genaamd Midgegooroo, geëxecuteerd. Zijn zoon Yagan werd op het einde van dat jaar door twee broers gedood die de prijs op diens hoofd wilden. De Binjarup Nyungah vielen de eerste meelmolen van Perth aan onder leiding van Calyute. Ze dreigden de molenaar te vermoorden. Calyute en zijn strijdmakkers werden door soldaten gevangen genomen en Calyute kreeg 60 zweepslagen met een geknoopt touw.
Calyute viel daarop Thomas Peels landerijen aan en doodde en verwondde daarbij enkele kolonisten. Dit leidde tot de slag bij Pinjarra waarbij een 80-tal Aborigines het opnamen tegen 25 soldaten. Dit brak de opstand. Lange perioden van vrede en samenwerking zouden nog sporadisch onderbroken worden door golven van geweld. Aborigines werden tewerkgesteld als schapenhoeders of postmannen. De stamoudsten werden aangesteld als politieagenten. Er werd een missieschool opgericht om de kinderen te kerstenen.
Het geweld verplaatste zich naar de vallei van de Avon. De conflicten met de Aborigines zorgden er voor dat Britse troepen aanwezig dienden te blijven. De aanwezigheid kostte de Britse overheid meer dan de uitvoer uit de kolonie opbracht. Stirlings opvolger, gouverneur John Hutt slaagde erin Aborigines het recht te geven te getuigen voor de rechtbanken maar hun bescherming onder het Britse recht bleef wankel.

## Uitbreiding van de kolonie aan de rivier de Swan (1835–1850)
John Septimus Roe verkende tussen 1830 en 1835 het gebied verder naar het zuiden en zuidwesten maar vond geen geschikte weidegronden. In 1839 overleefden George Grey en zijn mannen een schipbreuk nabij het latere Kalbarri en dienden naar het meer dan 500 kilometer zuidelijker gelegen Perth te wandelen. Zij kwamen onderweg grondgebied tegen waarvan Grey vond dat het geschikt was om het in cultuur te brengen.
De wolproductie groeide traag doordat veel schapen stierven, onder andere aan het eten van giftige planten. Van 1829 tot 1837 bleef hun aantal stagneren op ongeveer 8000 stuks. De concurrentie met de schapentelers in de oostelijke kolonie was hard. De kolonisten probeerden in Albany en Fremantle vanop land op walvissen te jagen maar konden de concurrentie met de Amerikaanse walvisjagers niet aan. Er werd wel handel gedreven met de walvisjagers. In ruil voor voedsel gaven de walvisjagers boeken, kleding en drank.
In 1837 werd de Bank of Western Australia opgericht met steun van de handelaars van Fremantle. De bank werd in 1841 overgenomen door de Bank of Australasia. Lokale investeerders richtten daarop de Western Australian Bank op en de Bank of Australasia trok zich terug. Stirling verliet de kolonie in januari 1839 en keerde nooit meer weer. Zijn droom van een West-Australië bevolkt door landadel zou nooit werkelijkheid worden.

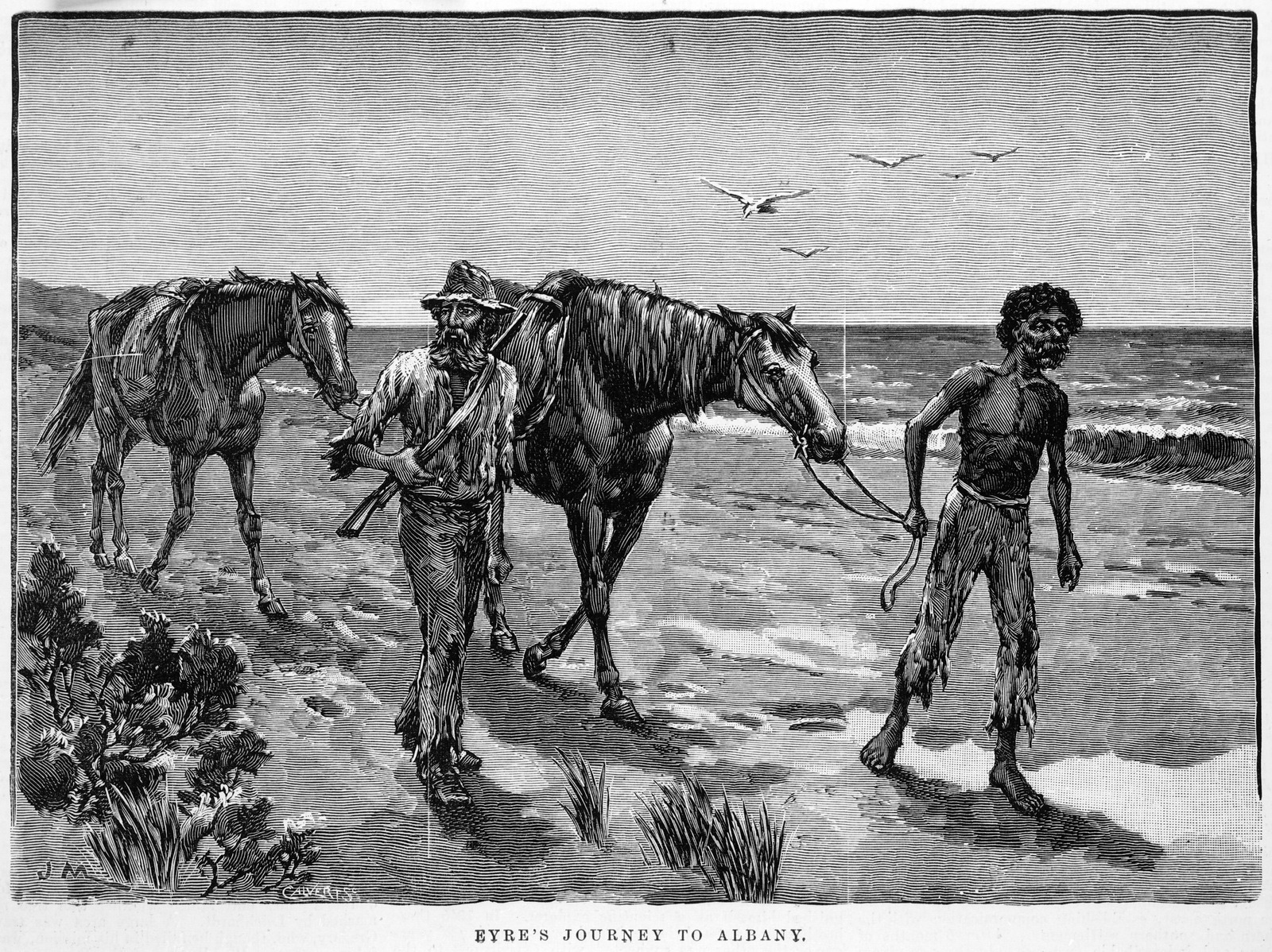
Eyre onderweg naar Albany

West-Australië was zeer afgelegen. De Britse cultuur gebaseerd op sociale klasse brokkelde er af. Ook religie had er niet de macht die ze in Engeland had. Door de isolatie was de samenleving er meer egalitair. In 1841 trok Edward John Eyre met een Engelsman en drie Aborigines van Zuid-Australië over land naar Albany. Dankzij de enige overlevende Aborigines bereikte Eyre zijn doel. De kolonisten begonnen hun omgeving stilaan te begrijpen. Botanicus Drummond kwam erachter dat de schapensterfte te wijten was aan Gastrolobium calycinum (En: York Road poison).
Geïnspireerd door de theorieën van Edward Gibbon Wakefield werd de Western Australian Company in 1839 door Britse investeerders opgericht en het plaatsje Australind gesticht. Van 1841 tot 1843 kwamen er een 450-tal kolonisten aan in het plaatsje. Hoewel het bedrijf en Australind niet van grond kwamen had dit project een grote invloed. Nogal wat van de kolonisten en hun nakomelingen speelden later een belangrijke rol in de ontwikkeling van West-Australië.
Begin jaren 1840 arriveerden nog een 400-tal kolonisten op individuele basis of onder de vleugels van de Perth Agricultural Society. Tussen 1842 en 1851 werden een aantal jonge delinquenten van de jeugdgevangenis van Parkhurst naar West-Australië verscheept. Het groeiende bevolkingsaantal deed de economie even groeien maar zodra de migratie stopte slabakte de economie ook. Vanaf 1844 werden paarden gefokt voor Indië. Het jaar erop begon men sandelhout uit te voeren naar China. Wol bleef echter het belangrijkste uitvoerproduct.
De meeste bewerkbare gronden in het zuidwesten en de vallei van de Avon waren ondertussen toegewezen. De grond begon op sommige plaatsen al uitgeput te geraken en exoten geraakten er verspreid. Er werden verscheidene expedities georganiseerd om West-Australië verder naar het oosten te verkennen. Roes laatste expeditie in 1848 was naar het gebied ten oosten van Esperance. Hij vond er geen geschikte gronden. Permanente waterbronnen waren schaars.
In 1846 verkenden de gebroeders Gregory (in 1829 op jonge leeftijd in Perth aangekomen en opgeleid door Roe) het gebied van de Yamatji, 500 kilometer ten noorden van Perth, waar George Grey melding had van gemaakt. Ze vonden er goede weidegronden en een kolenader in de omgeving van de rivier de Irwin. Een aantal grondbezitters uit de vallei van de Avon financierden Augustus Charles Gregory om in 1848 een nieuwe verkenning te ondernemen. De expeditie bracht de benedenloop van de rivier de Murchison in kaart en vond lood in de vallei van de Chapman. Het gebied werd vrij gegeven voor kolonisatie. De havenplaats Geraldton werd gesticht en naar gouverneur Charles Fitzgerald vernoemd. Tijdens een bezoek aan de streek stak een Aborigines een speer in Fitzgeralds been.
De pastoralisten stelden wegens het tekort aan arbeidskrachten Aborigines als veehoeders tewerk. Over de behandeling van de Aborigines zijn veel verschillende verhalen te lezen. Soms werden ze goed behandeld, meestal niet. Vrouwen wier man overleed, hertrouwden onmiddellijk in die tijd. Kinderen leefden gezonder in West-Australië dan in Engeland. In 1848 leefden er 4.622 kolonisten in West-Australië waarvan 2.487 jonger dan 14 jaar waren. Mazelen, pokken en buiktyfus kwamen er niet voor. De pastoralisten bleven over een tekort aan arbeidskrachten klagen.
Om dat tekort weg te krijgen werden op 1 juni 1850 de eerste Britse gevangenen ontscheept. West-Australië werd nu ook een strafkolonie. De zelfstandige kolonie van vrije landeigenaren die Stirling voor ogen had gehad veranderde van aard. Met de komst van de gevangenen en hun bewakers versterkte ook de Britse overheid haar greep op de kolonie. De kolonisatie had zich eigenlijk nog maar beperkt tot het zuidwesten van Australië, tot het grondgebied van de Nyungah en de Yamatji. De volgende dertig jaar zou de rest van het gebied worden ingepalmd.

## Strafkolonie (1851–1879)

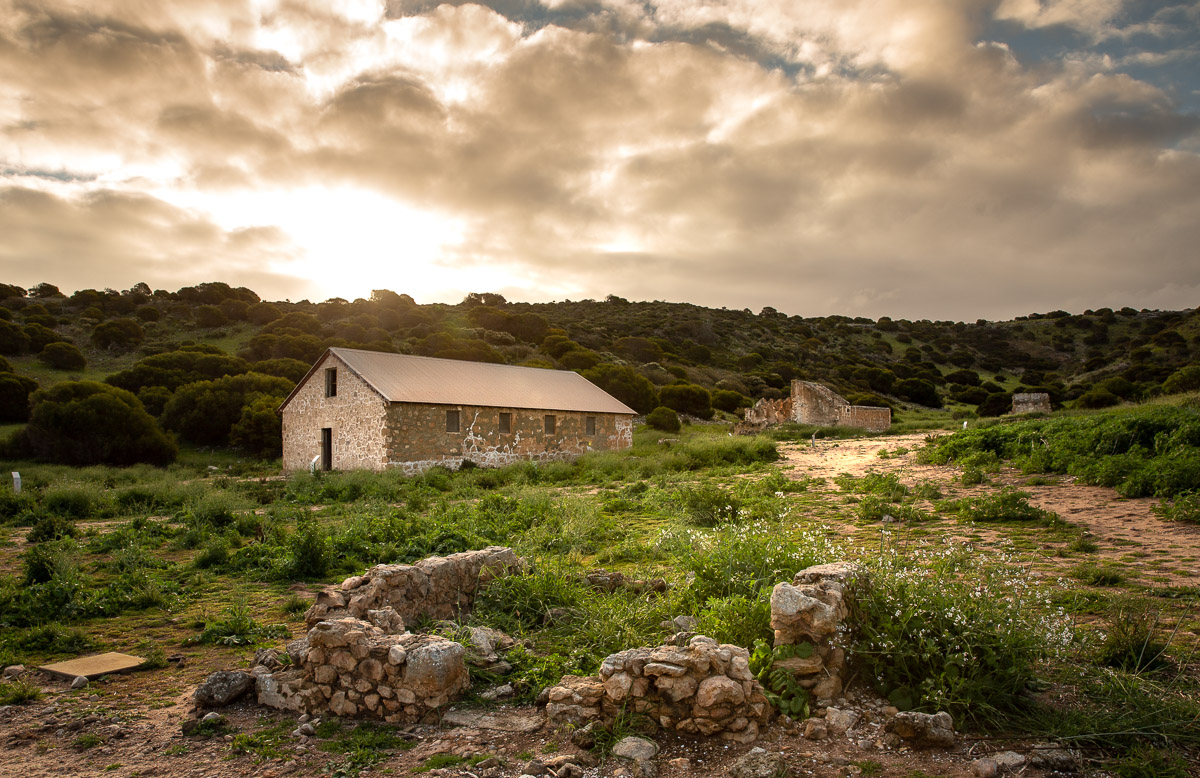
Ruïnes Port Gregory Convict Depot

Van 1850 tot 1868 arriveerden er 9.668 mannelijke gevangenen in West-Australië. Dit kostte het Britse Rijk 2 miljoen pond. De gevangenentransporten arriveerden ongepland en onaangekondigd wat voor de nodige problemen en economische instabiliteit zorgde. Toch was de toename aan arbeidskrachten en kapitaal de redding van West-Australië want in de oostelijke staten was goud gevonden en vele vrije arbeidskrachten volgende de lokroep van het goud. Een derde van de gevangenen ontsnapte daarenboven naar het oosten. De gevangenen die bleven vergroten de thuismarkt voor de binnenlandse productie.
De gevangenen bouwden vele publieke gebouwen zoals de gevangenis van Fremantle, het stadhuis van Perth, het parlement, het koloniaal hospitaal, de zomerresidentie van de gouverneur en de psychiatrische instelling van Fremantle. Tegen 1863 werden 239 bruggen gebouwd en 920 kilometer weg aangelegd. Albany ontving in 1852 de stoomboot Australian van de rederij P&O en zou een halve eeuw de poort van West-Australië naar de rest van de wereld zijn. De weg tussen Albany en Perth bleef een ruige bosweg en de postkoets deed er minstens vier dagen over.
Na een bepaalde periode van goed gedrag konden de gevangenen als loonarbeiders tot de private arbeidsmarkt toetreden. Ze werkten bij kleine boeren en handelaars, in de sandelhouthandel en in de bosbouw. De Australische loofbossen waren moeilijk te rooien en het hout moeilijk te verwerken. Pas na 1860 toen Yelverton de eerste houtzaagmolen op stoom bouwde in Quindalup nabij Busselton versnelde de ontwikkeling van de houthandel.
In de jaren 1850 en begin jaren 1860 deden er zich minder problemen met gevangenen voor dan verwacht. Het gezag in de districten werd door een resident-magistraat, met behulp van enkele politieagenten, uitgeoefend. Er was wel sprake van alcoholisme en kleine criminaliteit maar niet van georganiseerd verzet. Nadat Dr. John Stephen Hampton gouverneur in 1862 geworden was, verslechterde de toestand. Hij was strenger en moeide zich meer dan zijn voorgangers. Tijdens zijn regering kregen 96 gevangenen 6.559 zweepslagen. Meer gevangenen begonnen te hervallen en het alcoholisme steeg verder. Door de genderbalans die uit evenwicht was, steeg het aantal seksuele misgrijpen. In de jaren 1860 werden drie pedofielen opgehangen. Dat jaar was er ook een gevangenisopstand in de gevangenis van Fremantle. In 1867-68 brak er paniek uit bij de aankomst van Ierse gevangenen. Men had schrik had dat ze met hulp van Amerikaanse kapers zouden uitbreken en de macht in Fremantle overnemen.

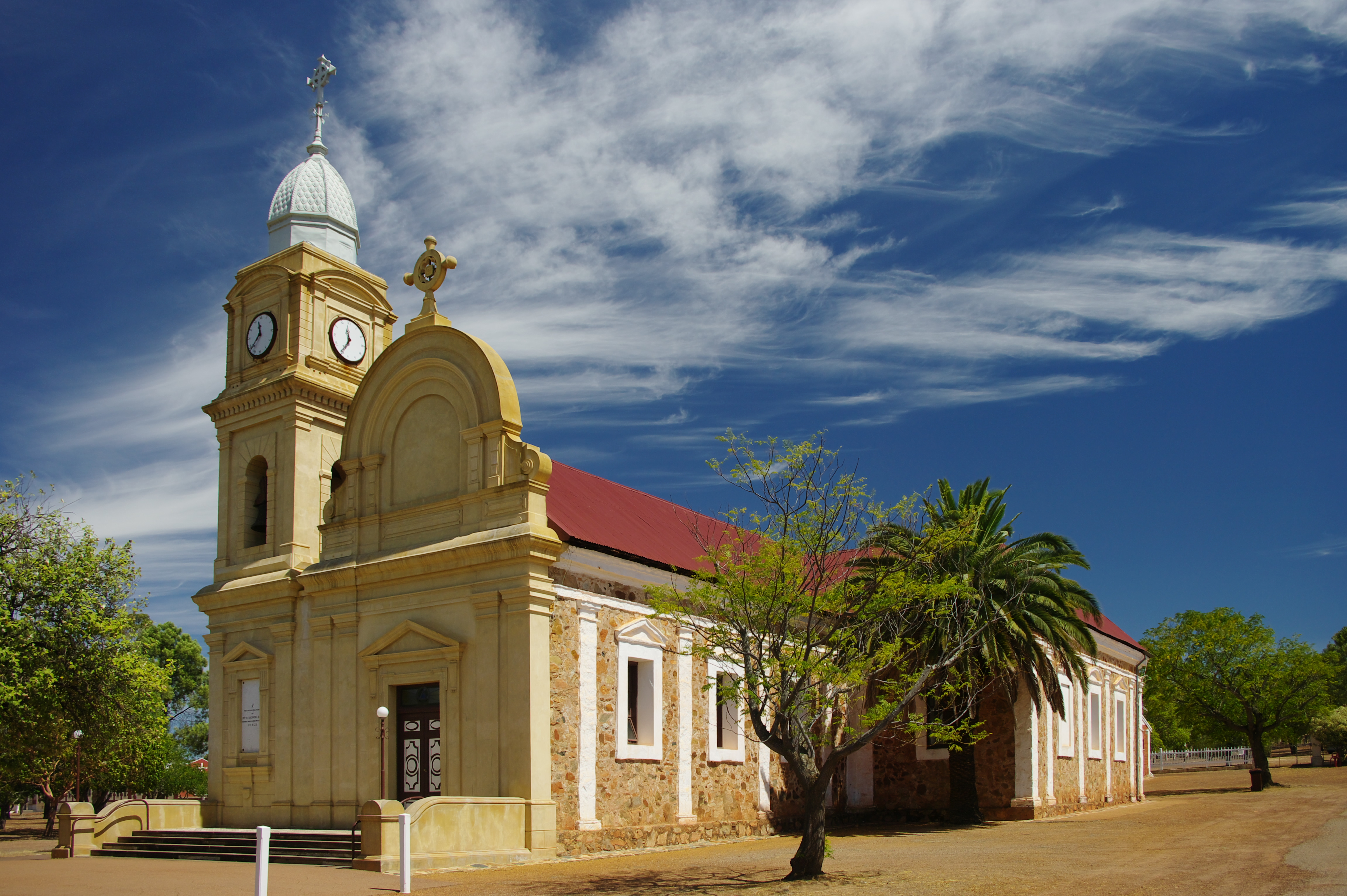
abdijkerk New Norcia

Het gezag werd geruggensteund door religie en onderwijs. De Sister of Mercy arriveerden in Perth in 1846. Franse missionarissen aarden niet in het achterland van Albany en remigreerden maar Spaanse benedictijnen vestigden missies in Perth en New Norcia. Salvado zond Aborigines van de missie in New Norica naar Europa voor een priesteropleiding maar ze overleefden er de winter niet. De Aborigines van New Norcia hadden een goed cricketteam in de jaren 1870 en weerlegden de mythe van de achterlijke Aborigines uit die tijd. De anglicaanse bisschop Matthew Hale richtte een college op waar onder meer John Forrest en zijn broers, zonen van een molenaar, werden opgeleid. Een burgerlijke bovenlaag groeide. In 1862 werd de Perth Building Society opgericht en in 1863 de spaarbank van de post. Spaarzaamheid was een deugd. Vanaf 1866 kreeg de Western Australian Bank concurrentie van banken uit Melbourne en Sydney. Er was duidelijk vraag naar investeringskrediet om aan de stijgende vraag te voldoen die ontstaan was door de komst van de gevangenen.
De uitvoer van wol steeg van £ 15.000 in 1850 tot £ 102.000 in 1865. Maar in 1870 bleek het West-Australisch aandeel nog steeds slechts 1% van alle in Australië geproduceerde wol. Het landbouwareaal steeg van 3.200 hectare in 1850 tot 20.000 hectare in 1870. De veestapel groeide aan een gelijkaardig tempo. In het district Northampton werd in de jaren 1860 jaarlijks voor £ 14.000 lood en koper gedolven. Het erts werd door middel van de eerste geïmporteerde tractiemotoren naar Port Gregory gesleept. Kolonisten als Alfred Carson, Solomon Cook en George Cook begonnen te experimenteren met stoommachines. In 1852 bouwde Solomon Cook een meelmolen op stoom in York. Vervolgens bouwde hij stoommotoren in de passagiers- en cargoboten die over de Swan voeren. In 1862 fabriceerde hij een dorsmachine op stoom die de plaatselijke omstandigheden aankon. James Coates Fleming, een ex-gevangene, trok de eerste telegraaflijn van West-Australië in 1869. Geen van allen verdiende veel aan hun technologische vernieuwingen en werkzaamheden. Daarvoor was de kolonie nog te arm.

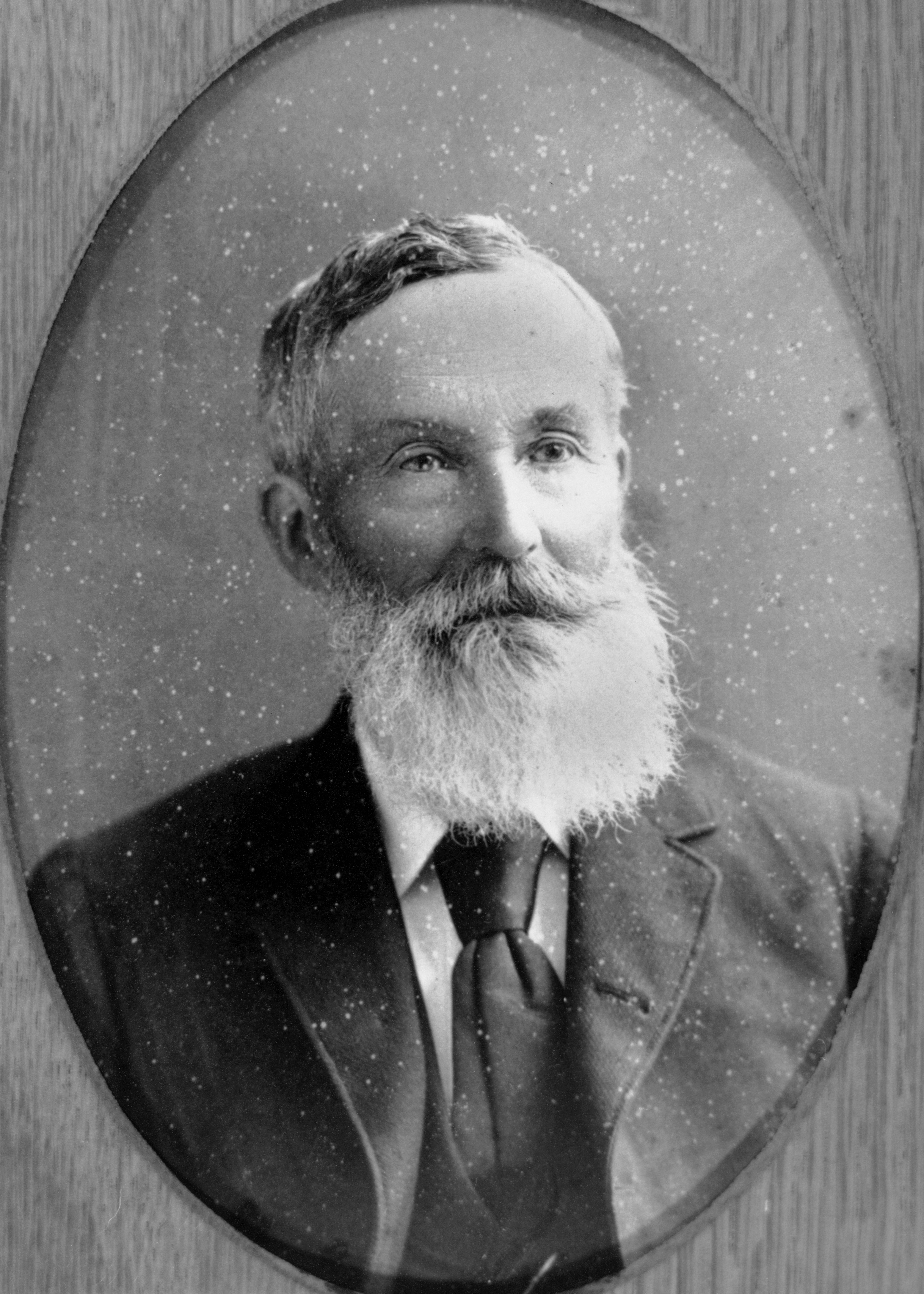
Francis Thomas Gregory

Door het gebrek aan zomerse neerslag werd de latere Wheatbelt opgedeeld in grote pastorale leases waar men enkel 's winters vee op liet grazen. De meeste kolonisten woonden langs de kust. Francis Thomas Gregory verkende de streek langs de rivier de Gascoyne in 1858 en de regio Pilbara in 1861. Van 1863 tot 1866 trokken een aantal tweede generatie West-Australische pastoralisten naar de Pilbara. Ze werden gevolgd door investeerders uit Victoria die plannen hadden om de regio Kimberley te koloniseren. In 1864-65 probeerden de Camden Harbour Association een nederzetting te ontwikkelen maar mislukten en keerden terug naar de Pilbara waar ze zich met andere kolonisten uit Victoria en Zuid-Australië in het district Ashburton vestigden.
De trek naar het noorden van West-Australië bracht nieuwe conflicten met de Aborigines op gang. De Nyungah in het zuidwesten waren ondertussen gedecimeerd door een mazelenepidemie in 1860. De tegenstand van de Aborigines in het noordwesten was veel harder, vermoedelijk door hun eerdere ontmoetingen met Indonesische vissers. De Worora Aborigines bezagen de verdrijving van de nederzetting aan Camden Harbour als een overwinning. Meer naar het zuiden nabij de Roebuck Bay, waar het latere Broome zou ontstaan, werden een inspecteur en twee van zijn metgezellen door Yawuru Aborigines met speren gedood. De jonge koloniaal Maitland Brown ging de drie lijken halen en doodde met zijn posse 18 Aborigines.
In 1866 dreef E.T. Hooley schapen over land naar de Pilbara. Slechts enkelen deden hem dat na. Het meeste vee werd langs de kust over water vervoerd. De schippers van Fremantle verdienden goed aan het verkeer tussen de kolonie aan de rivier de Swan en de kolonisten in het noordwesten. Vanaf 1868 werd de ontwikkeling van het noordwesten geruggensteund door inkomsten uit de parelvisserij. Veel Aborigines werden gedwongen in de parelvisserij te werken. In 1871 kwam er een wettelijk verbod op die praktijk maar men hield er zich niet aan. Pas als de parels in het ondiepe grotendeels geoogst waren en enkel nog met Japanse technologie gedoken kon worden hield de praktijk op. Tegen 1876 was de uitvoer van parels, de op wol na grootste, goed voor £ 75.000.
Het tekort aan arbeidskrachten was ondertussen verminderd, de problemen met gevangenen gestegen en in de oostelijke staten was men gestopt met de aanvoer van gevangenen en werd er op neer gekeken. In 1863 werd het Britse garnizoen terug getrokken. Twee jaar later werd de beslissing genomen om tegen 1868 te stoppen met de gevangenentransporten. Dat jaar werd de laatste lading gevangenen, Ierse nationalisten, aan boord van de Hougoumont, naar Australië gevaren. Pas twintig jaar later, in 1886, was het aantal gevangenen zodanig geslonken, dat de kolonie zelf de kosten voor de bewaking aankon.
In 1867 konden voor het eerst zes leden voor het West-Australisch wetgevend parlement verkozen worden. De uitvoerende macht bleef aangeduid en de gouverneur behield het laatste woord. Van 1869 tot 1875 was Frederick Weld gouverneur. Hij was een aristocraat en volgde Hampton op die uit de middenklasse stamde. Als lokale overheid werden er gemeenten en Road Boards opgericht. De leden van de gemeenteraden zetelden ook in de schoolbesturen. De Education Act van 1871, van de hand van de katholieke gouverneur Weld, voorzag dat onderwijs – zowel het door de overheid georganiseerde als het private (katholieke) – door de overheid werd gefinancierd. In de oostelijke staten had een ander beleid voor grote onenigheid en schisma's in de politieke partijen gezorgd.
In de jaren 1870 leefden er ongeveer 18.000 kolonisten in West-Australië en nog eens evenveel Aborigines. West-Australië bleef geen pastorale kolonie. Langzaamaan kwamen er investeringen uit de oostelijke staten op gang, vooral in de houtindustrie. Dit leidde tot de eerste private spoorlijnen voor het vervoer van hout: de lijn in Lockville nabij Busselton in 1871 en de lijn van Jarrahdale naar Rockingham in 1872. Het uiterste noordwesten van Australië bleef in handen van de Aborigines. Er vonden enkele pogingen plaats om het op te eisen. De consul van de Verenigde Staten te Melbourne zond in juni 1876 twee mensen om er de Stars and Stripes te hijsen. In 1880 probeerde de Franse aristocraat Marquis de Rays er de kolonie Port Breton oprichten.

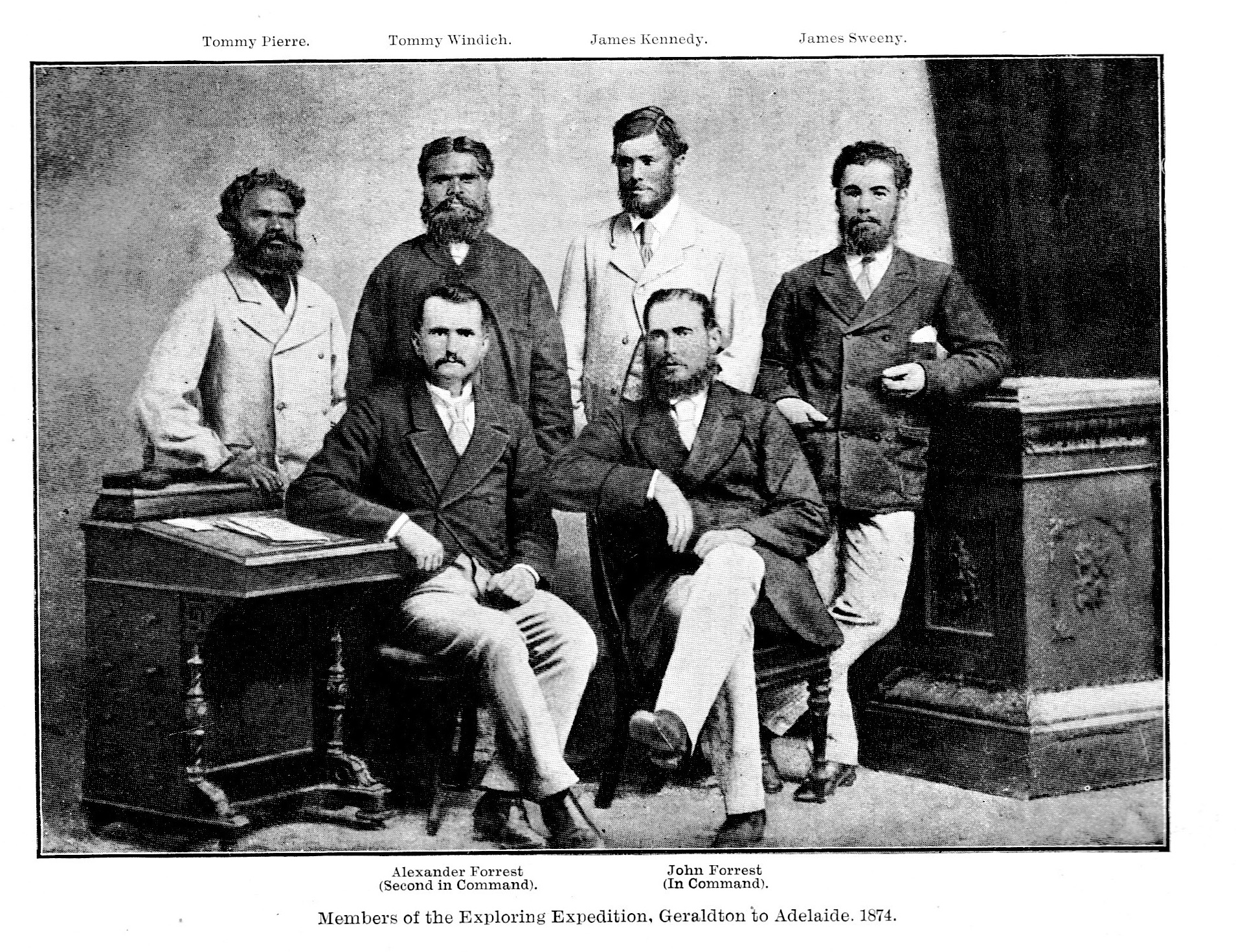
Leden Forrests-expeditie 1874

In 1869 was de eerste telegraaflijn tussen Fremantle en Perth in dienst genomen. De overheid diende het project in 1871 over te nemen. John Septimus Roe zond zijn twee favoriete pupillen, John en Alexander Forrest, eind 1870 over de Nullarborvlakte, om de aanleg van een telegraaflijn voor te bereiden. In 1874 maakten ze nog een tweede transcontinentale verkenningstocht. De telegraaflijn werd in 1877 in gebruik genomen en deed de handel onmiddellijk toenemen. In 1878 startte een zakenman uit Fremantle, James Lilly, met een veerdienst met een stoomboot tussen Albany en de oostelijke staten. Internationale rederijen als P&O en Orient Lines volgden al gauw. In 1878 was de houtuitvoer reeds goed voor £ 60.000. Het was het jaar dat ondernemer M.C. Davies uit Adelaide in West-Australië verscheen. Hij voerde de eerste karri uit in 1879.
De overheid begon de eerste publieke spoorwegen aan te leggen. Van 1874 tot 1879 werd de spoorweg tussen Geraldton en Northampton aangelegd. In 1879 werd begonnen met de aanleg van de 144 kilometer lange Eastern Railway tussen Fremantle en York, om de productie van de landbouwers in de vallei van de Avon te vervoeren. West-Australië vierde zijn vijftig jarig bestaan in 1879 maar de groei was nog steeds traag. Er waren al meer dan een miljoen schapen en in 1880 steeg de wolexport boven £ 300.000 maar dit was nog steeds slechts 2% van de totale woluitvoer van Australië. De graanproductie slabakte, onder meer door de aanwezigheid van roesten, maar ook door een tekort aan kapitaal. Ondanks het mediterraan klimaat in het zuidwesten geraakte de wijnindustrie niet van de grond. West-Australië overleefde van de parelvisserij, houtproductie, paardenkweek en de oogst van sandelhout.

## Verdere uitbreiding – onafhankelijkheid (1880–1895)
In 1879 leidde Alexander Forrest een expeditie naar het noorden van West-Australië. Hij ontdekte er de rivier de Ord, 20 miljoen hectare goede weidegrond en de aanwezigheid van goud. Vooral investeerders uit de oostelijke staten en Engeland hadden interesse in het gebied. Tussen 1883 en 1885 dreven verschillende families, waaronder de Duracks en de Macdonalds, runderen, door dwars door Australië, naar de Kimberley. Hun komst leidde tot hevig verzet van de Aborigines. Tegen het einde van de jaren 1880 werden de eerste runderen voor Zuidoost-Azië ingescheept in de havens van Darwin, Wyndham en Derby.
In navolging van de Verenigde Staten en de oostelijke Australische staten werden plannen gesmeed om spoorwegen in ruil voor grond te laten aan leggen. Anthony Hordern, die zich liet vertegenwoordigen door Alexander Forrest, werd een contract vergund om de spoorweg tussen Albany en Beverley in ruil voor grond aan te leggen. Hij liet daarvoor 1.200 Britse migranten overkomen. Een Londens syndicaat kreeg de toelating een spoorweg aan te leggen tussen Geraldton en Guildford. Onder gouverneur Frederick Broome, die van 1883 tot 1889 West-Australië leidde, verhoogde de overheid haar schuld om het netwerk van spoorwegen en telegraaflijnen uit te breiden. De telegraaflijnen werden via Java met Europa verbonden. De overheidsschuld verdubbelde tot £ 1,367 miljoen in 1890.
De landbouw bleef slechts traag groeien. Er was geen geld om te investeren in bemesting. De guano die vanaf 1883 gedolven werd op de Abrolhoseilanden werd grotendeels uitgevoerd. De eerste prikkeldraad omheining werd pas in maart 1882 door William Glover in Kojonup gezet. Er was weinig vooruitgang en vernieuwing. De landbouwers waren door het isolement conservatief ingesteld. Een aantal boeren trok naar het noordwesten waar de parelindustrie dankzij een nieuwe technologie om dieper te duiken terug floreerde. In Halls Creek werd in 1885 het eerste goud gevonden en in 1886 waren er 1.500 goudzoekers aan het werk, vooral uit Queensland.

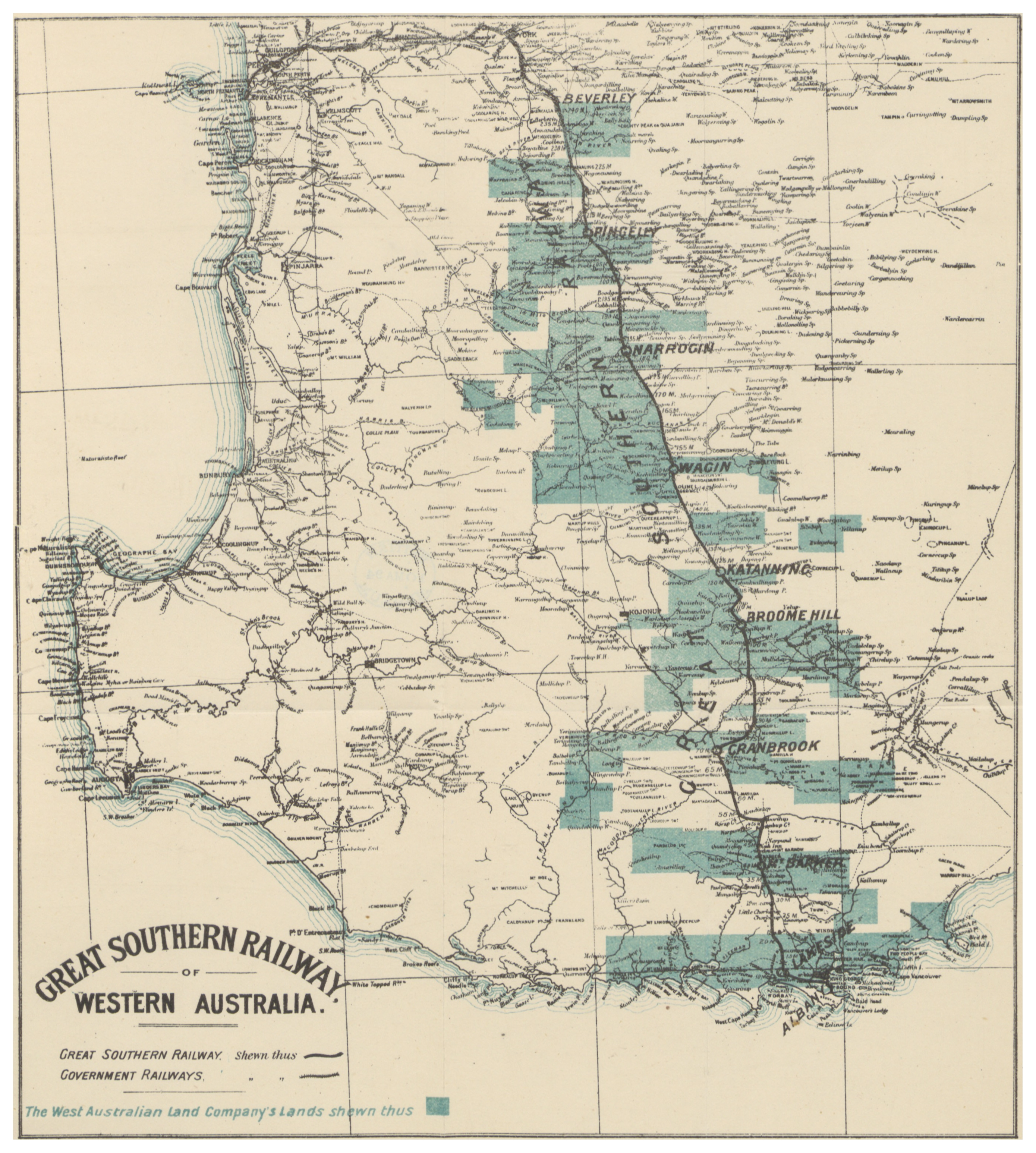
Great Southern Railway in 1894

Hordern stierf op de rode zee alvorens hij aan zijn spoorweg kon beginnen en het project werd overgenomen door de Western Australian Land Company. De 1.500 Britse migranten werden aan hun lot overgelaten. Begin 1888 raakte ook de Midland Railway in financiële moeilijkheden. In de politiek stonden conservatieven en democraten met getrokken messen tegenover elkaar. Gouverneur Broome bleek geen verzoenend figuur. De vakbonden zetten voet aan wal. Self-government en responsible-governement stonden tegenover elkaar. Er was zelfs sprake van West-Australië op te splitsen. Goud bracht soelaas. Er werd goud gevonden nabij Hals Creek, in Nannine langs de Murchison, in de Yilgarn en in de Pilbara. In 1889 werd er voor £ 58.874 goud uitgevoerd. Enkel de wol- en houtuitvoer waren belangrijker. De overheid investeerde £ 3,7 miljoen in telegraaflijnen en spoorwegen. De Great Southern Railway werd geopend. Het jaar erop werd terug met de aanleg van de Midland Railway begonnen. De spoorweg opende in 1894.
In 1888 richtten vooraanstaanden uit Perth een aandelenbeurs op en in 1890 een kamer van koophandel. Zelfs de landbouw groeide, vermoedelijk door de protectionistische maatregelen opgelegd door het wetgevende parlement op aangeven van Alexander Forrest. De Britse koloniale overheid zag de vooruitgang en stond self-government toe, behalve aangaande aboriginesaangelegenheden vanwege de brutaliteiten die zich hadden voorgedaan. 1% van West-Australiës overheidsuitgaven diende naar de Aborigines te gaan. De Aborigines Protection Board (APB) zou erover waken en rechtstreeks verslag uit brengen aan Londen. Door de groei van de economie vond men 1% weldra te veel en in 1897 werd de APB, die nooit veel betekende en waarin vooral oudere kolonialen zetelden, in alle stilte afgeschaft.
Gouverneur Robinson verklaarde op 21 oktober 1890 West-Australië officieel onafhankelijkheid. Het had nu dezelfde grondwettelijke rechten als alle andere Australische staten. Het kreeg twee parlementen. Het lagerhuis (En: Legislative Assembly) had 30 leden waarvoor iedereen kon stemmen die niet failliet of idioot en geen vrouw, geestelijke of Aborigines was. Het hogerhuis (En: Legislative Council) zou 24 leden voor 8 provincies gaan tellen wanneer het bevolkingsaantal van West-Australië 60.000 bedroeg. In 1890 bedroeg het bevolkingsaantal 46.000, de Aborigines niet meegeteld, en duidde de gouverneur, op advies van zijn ministers, de leden nog aan. Men ging ervan uit dat het feit dat er nog geen politieke partijen bestonden, zou leidden tot weinig stabiele regeringen. Echter, na de verkiezingen van 1890 werd landmeter-generaal John Forrest de eerste premier van West-Australië en bleef de staat tien jaar lang onafgebroken leiden.
Forrest had een duidelijke visie over waar hij naar toe wilde. Zelfs voor de ontdekking van de grote goudvelden slaagde hij erin om kapitaal aan te trekken door een klimaat van stabiliteit te creëren. Hij liet, in navolging van de Noord-Amerikaanse Homestead Act, wetgeving stemmen, waardoor mensen die gronden ontbosten en jaarlijks bepaalde verbeteringen aanbrachten ongeveer 65 hectare grond gratis kregen. In 1895 richtte hij de Agricultural Bank op. De Western Australian Land Company kocht hij in 1896 op omdat ze er niet in slaagde de gronden, langs de spoorweg die ze had aangelegd, tot ontwikkeling te brengen. Tussen 1895 en 1900 verdrievoudigde het landbouwareaal.
Nieuwe technologieën werden geïntroduceerd waaronder nieuwe walsmolens in 1890. Twee jaar later produceerden de gebroeders Pierce uit Katanning elektriciteit voor hun molens en leverden het overschot aan de bevolking. Forrest werd geruggensteund door een middelmatige administratie maar in het begin van zijn premierschap was hij erin geslaagd C.Y. O'Connor te overhalen Nieuw-Zeeland in te ruilen voor West-Australië. O'Connors eerste opdracht was de bouw van de haven van Fremantle. Tot dan was de belangrijkste haven die van Albany. Zelfs na de aanleg van de spoorweg daarnaartoe was men niet tevreden over het feit dat de haven 500 kilometer van de hoofdstad af lag.

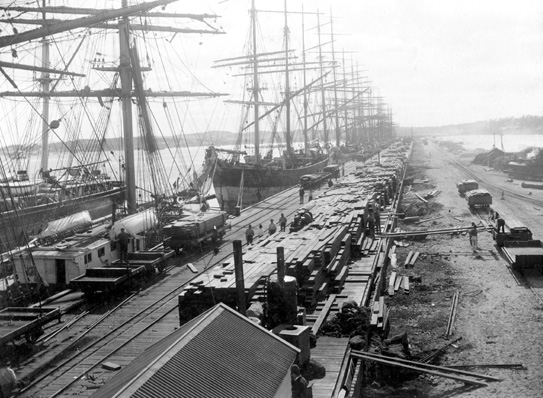
De haven van Fremantle in 1899

Het kostte O'Connor moeite om Forrest te overtuigen de algemeen aanvaarde idee, om de haven van Perth in de Cockburn Sound te bouwen, te laten varen. Volgens O'Connor was een artificiële haven in Fremantle mogelijk. Daarvoor diende de zandbank in de monding van de Swan verwijderd en de spoorwegateliers van Fremantle naar Midland verhuist te worden. Van 1892 tot 1900 werd £ 17,7 miljoen uitgegeven aan bruggen en havens waarvan het overgrote deel naar de haven van Fremantle ging.
In september 1892 werd goud gevonden in Coolgardie, 180 kilometer ten oosten van het goudveld in Southern Cross in de Yligarn. Negen maanden later werd de 'Golden Mile' ontdekt tussen Kalgoorlie en Boulder. Door de recessie in de oostelijke staten migreerden alleen al in 1894 meer dan 25.000 mensen naar het westen. De meerderheid deed dit over zee en kwamen aan in Esperance, Albany en Fremantle waarna ze honderden kilometers te voet over land naar de goudvelden trokken. De Wongi Aborigines werden verdreven door de grote aantallen goudzoekers.
Lage internationale zilverprijzen en een dip in de productie van de goudmijnen in Zuid-Afrika brachten met zich mee dat veel Britse investeerders naar West-Australië keken en het kapitaal stroomde binnen. In 1894 stonden 60 goudmijnen op de beurs genoteerd, goed voor £ 18 miljoen. Slechts een vijfde van de bedrijven bestond nog na de eeuwwisseling. Dat er ondanks de corruptie en oplichterij toch nog geld werd geïnvesteerd in de goudmijnen was te danken aan enkele professionele bedrijven die goede dividenden uit betaalden. Een van die bedrijven was Bewick Moreing dat een meedogenloos professionalisme naar West-Australië bracht. Herbert Hoover, de latere president van de Verenigde Staten, was een van de managers. Hij drukte de lonen door de inbreng van Italiaanse migranten en veroorzaakte daardoor stakingen.
De goldrush kwam net op tijd. Een droge periode van 1890 tot 1892 in het noordwesten doodde een derde van West-Australiës 2,5 miljoen schapen. Tegen 1893 had de uitvoerwaarde van goud die van wol ingehaald.

## Het gouden westen – toetreding tot het Australische gemenebest (1895–1905)
De regering Forrest probeerde van de goldrush gebruik te maken om langetermijninvesteringen door te voeren. Southern Cross had vier jaar na haar oprichting reeds een spoorweg en telegraaflijn. Coolgardie, Kalgoorlie en de plaatsen langs de Murchison werden met het telegraafnet verbonden in 1894 en met het spoorwegnetwerk in 1896. Hoewel de criminaliteit steeg was er weinig geweld. Het meeste geweld ontsproot uit religieuze conflicten tussen katholieken en protestanten. Het grote probleem was water. Zowel drinkwater als water voor de stoomlocomotieven en de gewassen van de boeren.

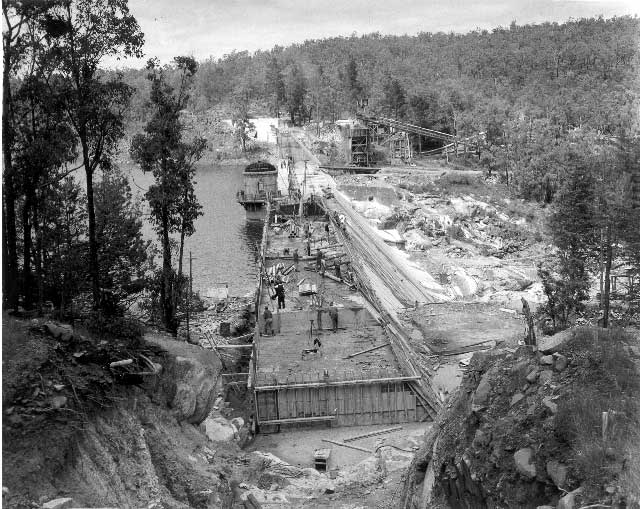
Constructie Mundaring Weir voor pijpleiding naar Kalgoorlie

O'Connor stelde een plan voor een 560 kilometer lange pijpleiding voor, van Mundaring aan de rivier de Helena in de Darling Range, tot Coolgardie en Kalgoorlie. Volgens tegenstanders was de dure pijpleiding onnodig omdat men, zoals in Broken Hill, door zout grondwater uit de mijnschachten te distilleren, water kon produceren. Er waren niet alleen dure investeringen in infrastructuur nodig. De bevolking groeide tussen 1891 en 1901 met 400% waardoor er geld nodig was voor publieke diensten zoals onderwijs. Rijke families zonden hun kinderen naar school in Melbourne, Adelaide of zelfs Engeland.
In 1893 werd het departement onderwijs opgericht. Cyril Jackson werd er departementshoofd van in 1896. De daaropvolgende 6 jaar verdrievoudigde het aantal staatsbasisscholen. Het leergeld werd afgeschaft en de leerkrachten werden niet meer betaald naargelang de schoolresultaten. Ook het katholieke scholensysteem groeide ondanks de afschaffing van de overheidssubsidiëring na protestants protest. De katholieke bisschop Matthew Gibney startte enorme bouwprojecten en liet leerkrachten overkomen uit Ierland. Zusters Dominicanessen richtten kloosterscholen op in de plattelandsdorpen en de goudvelden, Christelijke Broeders van Ierland en broeders Maristen verzorgden onderwijs voor jongens. Andere kerkgenootschappen volgenden al gauw hun voorbeeld.
Perth breidde uit langs de spoorweglijn tussen Fremantle en Perth maar de watervoorzieningen waren onvoldoende en ziekten als buiktyfus braken geregeld uit. De overheid nam de watervoorziening over in 1896 maar het was pas onder de leiding van William 'Water' Traylen dat er verbetering merkbaar werd. De drinkwaterreservoirs werden vergroot en de hoofdleidingen verlengd tot in de nieuwe buitenwijken. Traylen streed ook voor het behoud van de bossen omdat ze belangrijk waren voor de waterkwaliteit.
Er werd een departement bos opgericht maar Ednie-Brown, die er aan het hoofd van kwam te staan, had meer oog voor de belangen van de houtindustrie die de jarrah en karribossen van het zuidwesten exploiteerde. M.C. Davies voerde in de jaren 1890 enorme hoeveelheden hout uit vanaf de haven van Bunbury en zijn eigen havens in de Hamelin Bay en Flinders Bay. Het hout werd uitgevoerd om wegen in Londen aan te leggen, spoorwegen in Zuid-Afrika en havens te bouwen in Indië. Het werd ook opgestookt om de stoommachines in de mijnen, waarvan de ondergrondse gangen tegen instorten met houten balken beveiligd werden, in gang te houden. De huishoudens verwarmden zich 's winters met hout. De steenkoolvoorraden die in 1883 in de omgeving van Collie waren gevonden waren van mindere kwaliteit en werden enkel gebruikt voor de stoomlocomotieven van de spoorwegen.
De industriële productie kwam maar traag op gang en was in 1901-02 goed voor £ 3,5 miljard of 5,5% van het Australische BNP. Tegen 1904 werkten 13.000 mensen in de industrie: in leerlooierijen, zeep- en kaarsenfabrieken, steenbakkerijen, meelmolens, bottelarijen en op scheepswerven. Er ontstonden familiebedrijven die bouwmaterialen produceerden. Door op 1 januari 1901 tot het Australische Gemenebest toe te treden, en aldus tot een open markt, konden er geen in- of uitvoerbeperkingen worden opgelegd waardoor de kleine en middelgrote bedrijven in West-Australië stagneerden. De concurrentie met de ondernemingen uit de oostelijke staten, die een voorsprong hadden, was te groot.
In 1891 nam West-Australië met zeven vertegenwoordigers deel aan de eerste federale conventie. John Forrest was de enige die in het onderwerp geïnteresseerd was. Het ontwerp van grondwet voor het gemenebest voorzag een senaat met een evenredig aantal vertegenwoordigers per staat maar alle financiële macht was aan de kamer van volksvertegenwoordigers gegeven. De tweede conventie vond plaats in drie sessies in 1897-98. West-Australië zond tien vertegenwoordigers onder leiding van Forrest. Men slaagde er bijna in de senaat meer macht te geven maar faalde doordat Queensland verstek gaf. In 1897 werd Forrest nog makkelijk voor een derde termijn als West-Australisch premier verkozen maar kort daarop begon men in de goudvelden te morren. De dunbevolkte kiesdistricten hadden te veel macht, de tarieven zorgden voor dure voeding en het treinverkeer was te duur en gericht op Fremantle in plaats van het dichterbij gelegen Esperance.

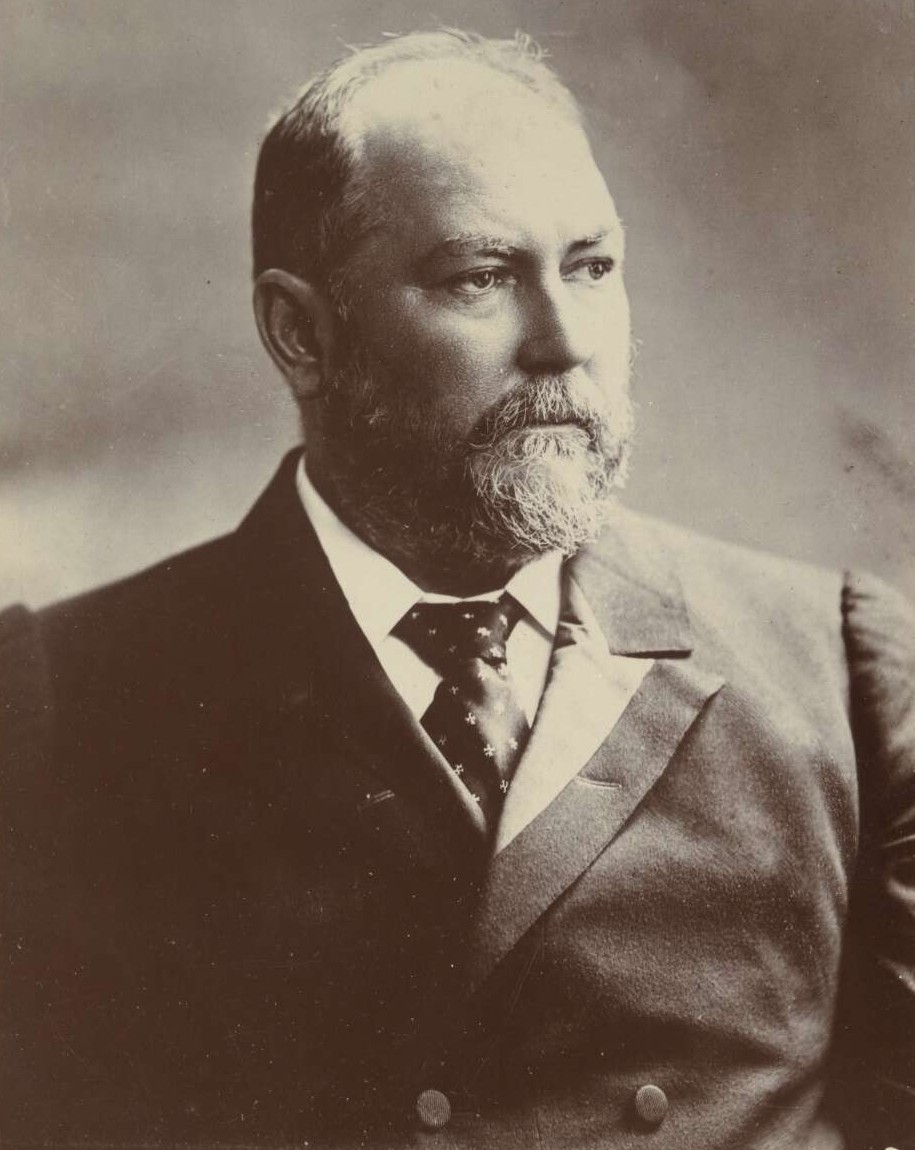
John Forrest op de tweede conventie te Melbourne in 1898

Forrest verlaagde de invoertarieven voor voedsel in 1898 en voerde sociale hervormingen door in 1899 en 1900. Vanaf 1899 kregen sommige vrouwen stemrecht. Het recht van werknemers op een correcte uitbetaling van lonen werd versterkt en uitbetaling in natura werd verboden. Midden 1899 waren alle Australische staten behalve West-Australië tot het gemenebest toegetreden. In Albany en de goudvelden gingen stemmen op om van West-Australië af te scheiden en het gemenebest te vervoegen. Hierdoor veranderden een aantal tegenstanders van het gemenebest, waaronder Winthrop Hackett, van mening. Er werd een volksraadpleging gehouden. 44.800 kiezers stemden voor toetreding en 19.691 stemden tegen. Op 1 januari 1901 trad West-Australië toe tot het Gemenebest Australië.
Forrest werd federaal minister. West-Australië verloor aan stabiliteit. Labor en de vakbonden wonnen aan macht en de ene na de andere regering werd gevormd. Ondanks de politieke onrust zorgden de administraties voor continuïteit in het beleid. De enige kop die rolde was die van O'Connor. Hij pleegde zelfmoord nadat zijn pijpleidingsproject wegens corruptie onder de loep genomen was. In januari 1903 werd de pijpleiding echter feestelijk geopend door Forrest. Dat jaar werd ook het gebouw voor het hooggerechtshof geopend. In 1904 opende het half afgewerkte parlementsgebouw in West Perth. Er werd ook begonnen met de bouw van de Rabbit-proof fence.
In 1906 werden de tarieven voor de invoer uit de oostelijke staten afgeschaft. De bevolking morde en in het lagerhuis was een meerderheid van 19 tegen 13 voor separatisme. Een 'voordeel' van het gemenebest was dat migranten uit niet-Europese landen makkelijker konden uitgesloten worden. Voor de federalisering had West-Australië weinig oog voor de afkomst van de migranten. Het vaarde wel bij migratie. De Chinezen werden wel de toegang tot de goudvelden ontzegd en mochten geen boten bezitten in de parelvisserij. In Perth baatten ze echter groentewinkels, wasserijen en restaurants uit. Japanse hoeren leverden diensten op de goudvelden. Malay werkten in de parelvisserij. 'Afghaanse' kamelendrijvers werkten als nachtwakers en leverden transportdiensten in moeilijk bereikbare gebieden. Geen van de minderheden was groot genoeg om onrust te veroorzaken maar in 1895 vroeg de Anti-Asiatic League in Coolgardie om migratie aan banden te leggen. In 1897 kwam de 'Natal dictation test' in voege waardoor migratie uit niet-Europese landen zo goed als onmogelijk werd. Er werd wel een uitzondering gemaakt voor de parelvisserij. De test lag aan de basis van de White Australian Policy van het gemenebest uit 1901.
Uit een volkstelling in 1901 bleek dat 95% van de West-Australische inwoners van Britse of Ierse afkomst was. De Aborigines telden niet mee. Hun aantal werd tussen 15.000 en 30.000 geschat. In het zuidwesten en de goudvelden leefden de Aborigines, sommigen met een kolonist als voorouder, in precaire situaties, als huishulp, boerenknecht of omheiningsbouwer. Enkelingen hadden een eigendom die ze probeerden te bewerken zonder van leningen of kapitaal gebruik te kunnen maken. Hun kinderen werden dikwijls niet op school toegelaten.
Buiten het zuidwesten en de goudvelden diende men echter nog steeds rekening te houden met de Aborigines. In de Murchison, Gascoyne en Pilbara districten waren ze nog steeds belangrijk als arbeidskrachten in het pastoralisme. Van 1894 tot 1897 leidde Jandamarra het gewapend verzet tegen de kolonisatie van hun grondgebied vanuit het Wunaamin-Miliwundi-gebergte. Het verzet was succesvol tot Jandamarra en vele anderen werden gedood. De plaatselijke pastoralisten wensten zelf het verzet te breken maar de overheid stuurde politieagenten. De agenten kregen cashgeld voor de rantsoenen van de aboriginesgevangenen. Dit bleek een drijfveer om ze in leven te houden. Aborigines die gevangen genomen werden voor het doden van vee, kregen een ketting om de nek en werden naar Wyndham of Derby overgebracht. Van daaruit werden ze naar Rottnesteiland gevaren en er gevangen gezet.
Er kwam kritiek op de behandeling van de Aborigines in West-Australië. Van Walter Malcolmson verschenen in 1901 een aantal brieven in de Londense Times. West-Australië kreeg in het moederland de naam inhumaan te zijn. De regering James nodigde daarop de etnograaf, en Queenslands Chief Protector of Aborigines, Walter Roth uit om een koninklijke commissie voor te zitten die de toestand van de Aborigines diende te onderzoeken. Roths rapport in 1905 stelde voor de Aborigines in reservaten onder te brengen om ze te beschermen. Dit leidde echter een halve eeuw lang tot uitsluiting.
Aan de Tweede Boerenoorlog in Zuid-Afrika namen bijna 1.000 West-Australische vrijwilligers deel.
Rond 1903 begon de productie van goud terug te lopen, de goudmijndorpen liepen langzaam leeg en er werd gezocht naar andere inkomsten.

## Ontwikkeling van de Wheatbelt – Eerste Wereldoorlog (1905–1918)
In 1901 creëerde William Farrer een droogtebestendige graanvariant genaamd Federation. De graansoort was geschikt voor de gebieden in het zuidwesten met een winterse jaarlijkse gemiddelde neerslag tussen 250 en 400 mm. Tezelfdertijd begonnen de bedrijven van Cuming Smith volop superfosfaat in de markt te zetten; een goedkopere en makkelijker te gebruiken meststof dan de guano die tot dan toe gebruikt werd en waarvan de voorraad stilaan uitgeput raakte.
Van 1906 tot 1910 was Newton Moore premier en James Mitchell minister van land en landbouw. Beiden waren in Australië geboren en opgevoed met de idee dat het in cultuur brengen van land het nobelste was dat een man kon ondernemen. Vanaf 1892 waren landbouwers zich ten oosten van de vallei van de Avon beginnen vestigen. In tegenstelling tot in de oostelijke staten waren er minder problemen om het grondgebied van de pastoralisten, gebruikt voor extensieve veeteelt, te verwerven en om te zetten naar landbouwgrond. De gebieden werden enkel 's winters gebruikt om vee te laten grazen.

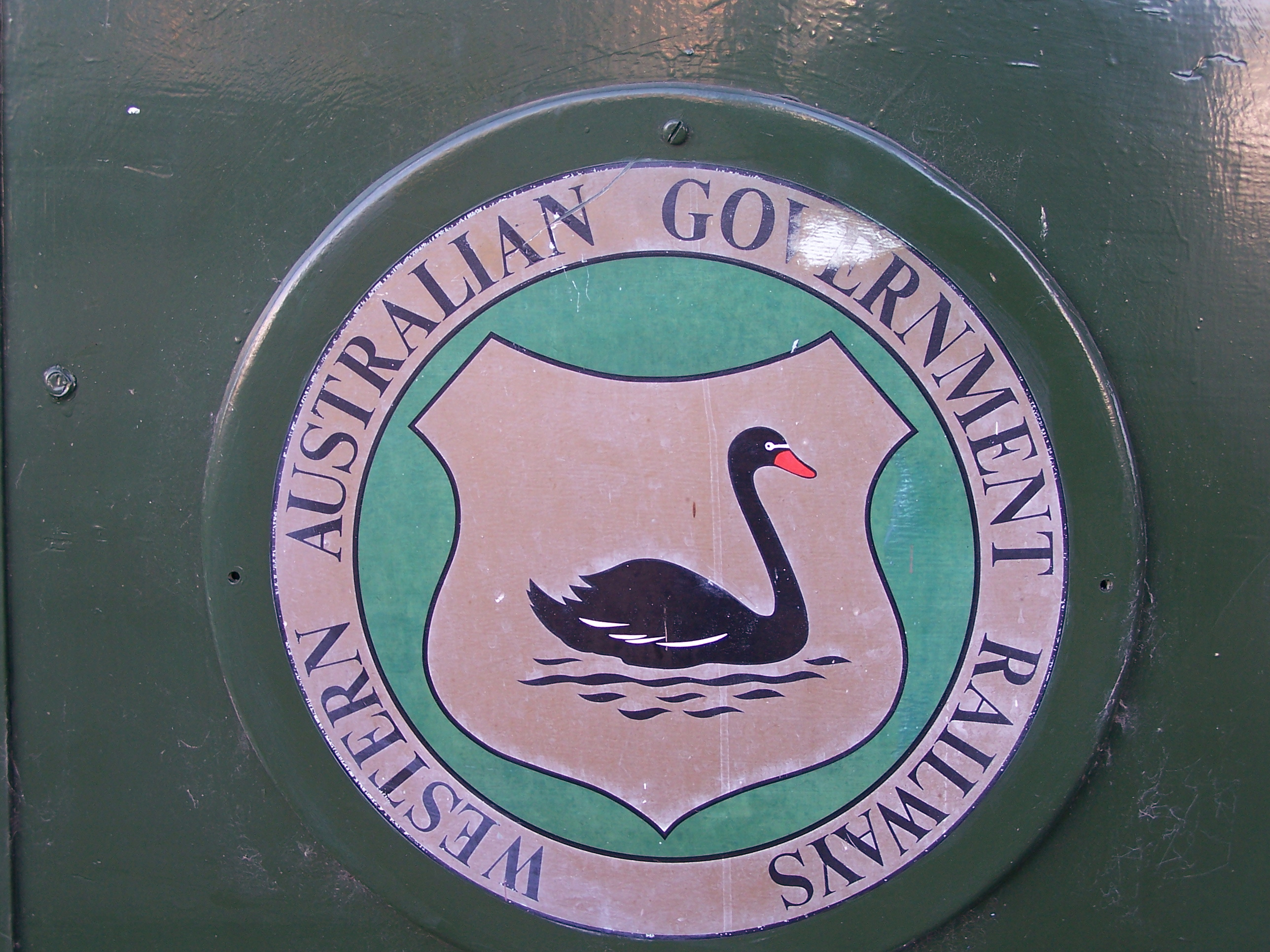
Logo WAGR

De overheid zette Forrests politiek van gratis landbouwgrond aan bepaalde voorwaarden voort en verhoogde de grootte van 65 hectare naar 405 hectare voor eerstenklassekavels en 810 hectare voor tweedenklassekavels. Eerst werd kroonland naast bestaande spoorwegen toegewezen. Vervolgens werden nieuwe spoorwegen aangelegd.Van 1909 tot 1919 werd het spoorwegnetwerk uitgebreid van 2.500 tot 5.600 kilometer. De smalspoorspoorwegen werden haastig aangelegd en waren van slechte kwaliteit. In de volksmond stond het acroniem WAGR voor “Walk and Go Rapidly”.
Niemand stond stil bij het effect dat het ontbossen van de Wheatbelt zou hebben op de watervoorraad. Vele duizenden hectare Eucalyptus salmonophloia en Eucalyptus loxophleba werden gerooid. Tegen 1910 was het water in de rivier de Blackwood te brak geworden om de stoomtrein te dienen. De post van Ednie-Brown, het voormalige hoofd van het departement bos, bleef na diens dood in 1899, 17 jaar lang onbezet. Zeilschepen bleven de haven van Bunbury na de eeuwwisseling volgeladen met hout uitvaren. M.C. Davies was niet langer toonaangevend in de sector nadat zijn haven in de Hamelin Bay door stormen in 1899 en 1900 was verwoest. Hij ondervond zware concurrentie van C.&E. Millar en anderen. In 1902 fuseerden acht houtbedrijven. Ze kwamen bekend te staan als 'the Combine'.
Twee derde van de 20e eeuw werd West-Australië gedomineerd door een landelijke tijdsgeest. Van de premiers, zetelend tussen 1907 en 1971, werd niemand uit Perth of omgeving verkozen. Labor stond sterk in de havens en de goudvelden. De liberalen in de landelijke gebieden. De overheidsinvesteringen gingen dan ook grotendeels naar landelijke infrastructuur als basisscholen, hospitalen, spoorwegen, politie en andere diensten. Post, telegrafie en later telefonie waren bevoegdheden van het gemenebest. De investeringen werden grotendeels gefinancierd vanuit Engeland en West-Australiës schuld steeg van £ 13 miljoen in 1901 tot £ 34 miljoen in 1914. De investeringen en de komst van bakkers, beenhouwers en winkeliers deden de kleine dorpen, die op een dagreis afstand van elkaar lagen, groeien.
In de 5 jaar voor het uitbreken van de Eerste Wereldoorlog arriveerden er 30.000 migranten, vooral van de Britse eilanden, aan de hand van migratieprogramma's. De meesten vestigden zich op het platteland waar ze het hard te verduren kregen door hun onervarenheid en de moeilijke omstandigheden. De goudmijndorpen en steden krompen of verdwenen en de handelaars transformeerden zich tot postorderbedrijven.

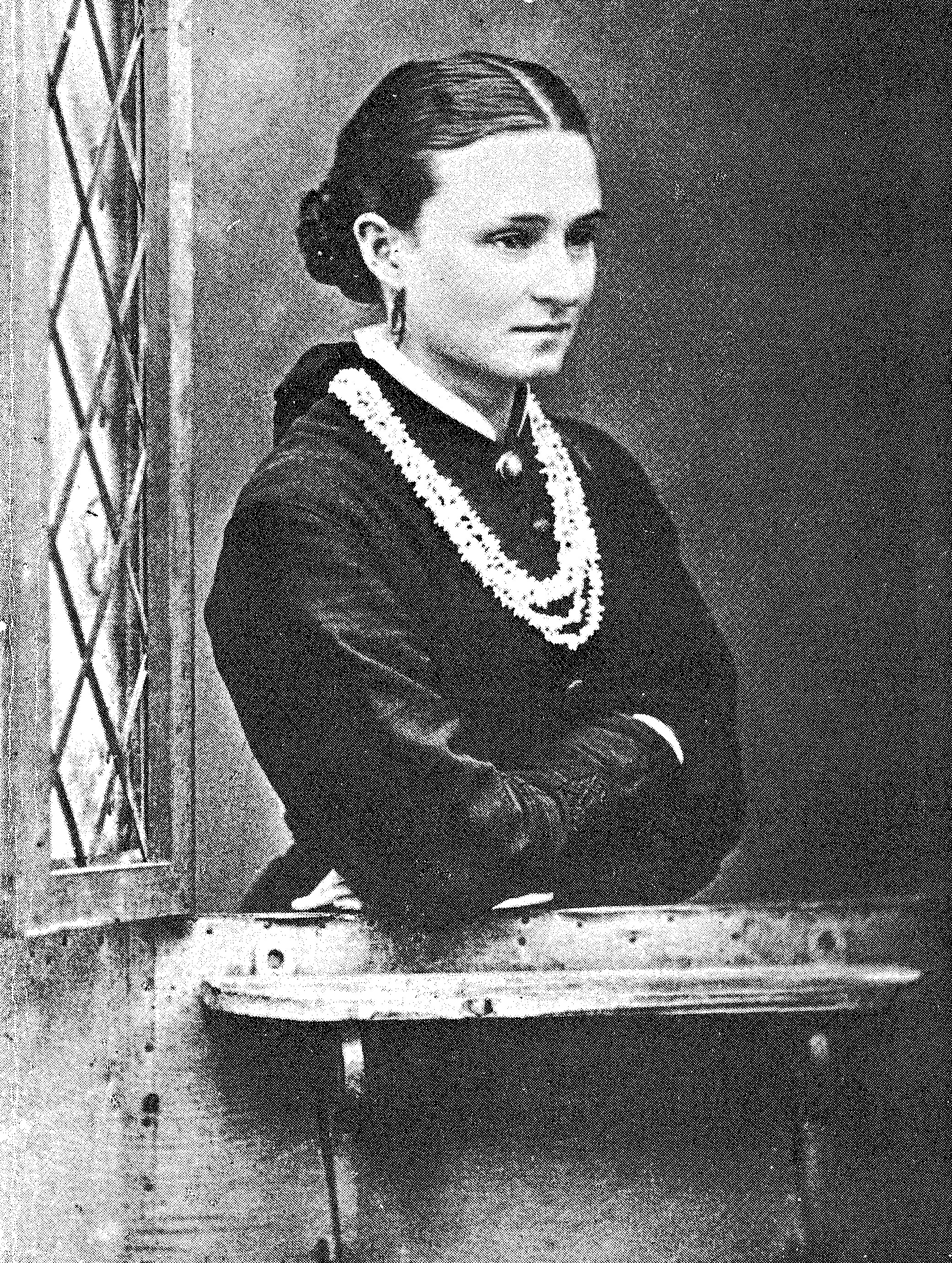
Edith Cowan, eerste vrouwelijke parlementslid in Australië

De regering Moore probeerden het pragmatische beleid inzake sociale hervormingen voort te zetten maar werd dikwijls tegengewerkt door het conservatieve hogerhuis. Het hogerhuis weigerde in 1907 een voorgestelde grond- en inkomensbelasting goed te keuren maar ging akkoord toen men overeen kwam de belasting laag te houden. James Connolly, de vertegenwoordiger van de regering in het hogerhuis, slaagde er tussen 1907 en 1911 toch in een aantal sociale hervormingen door te voeren. Hij richtte onder meer Moola Bulla Station op, een pastoraal station in handen van de overheid, waar de Aborigines uit het noordwesten, die anders achter het vee aangingen, werden aangemoedigd zich te vestigen. Vanaf 1907 mochten alle mannen ouder dan 21 jaar stemmen. In Coolgardie werd een sanatorium opgericht voor de ex-mijnwerkers die aan tuberculose leden. Er werd een departement voor het welzijn van kinderen opgericht gevolgd door de oprichting van een kinderrechtbank, een kinderhospitaal en een staatsmaterniteit. Connolloy introduceerde ook de kleuterschool. Zijn hervormingen werden dikwijls gesteund of ontstonden in de schoot van de vrouwenbeweging van die tijd, met leidende figuren als Edith Cowan, Bessie Rischbieth, dr. Roberta Jull en Lady James.
Onder premier Moore en zijn opvolger Wilson werden ook secundaire staatsscholen opgericht. In 1911 werd de wet tot oprichting van de Universiteit van West-Australië gestemd. De toegang tot het onderwijs was gratis en zou dat een halve eeuw lang, onder soms moeilijke economische omstandigheden, blijven. Van 1911 tot 1916 kwam de Laborregering van John Scaddan aan de macht en zette het beleid van haar voorgangers voort. Het spoorwegnetwerk werd nog uitgebreid en het landbouwareaal verdriedubbelde. Scaddan verhoogde wel de grond- en inkomensbelasting. De regering was geen voorstander van nationalisatie vermits ze zelf bijna volledig uit kleine landeigenaren bestond. Ze startte wel overheidsinitiatieven waar ze vond dat de markt te weinig speelde door monopolievorming. Zo richtte ze eigen houtzaagmolens op, steenbakkerijen, hotels, melkerijen, visbedrijven, een rederij en beenhouwerijen. De consument vaarde er wel bij maar de belastingbetaler minder. De bedrijven werden amateuristisch geleid en maakten verlies.
De jaren voor de Eerste Wereldoorlog waren jaren van grote droogte. De overheid hielp de boeren door het leveren van meststoffen, water en veevoeder. Toen de Eerste Wereldoorlog uitbrak melden vele werkloze boerenknechten, recente Britse migranten en alleenstaande mannen zich. Bijna 10% van de totale bevolking zou tijdens de oorlog naar het front trekken. Vanuit Albany werden in 1914 soldaten naar Egypte en Gallipoli verscheept. In West-Australië werden buitenlanders geïnterneerd en hadden pogroms plaats. West-Australië was voor de dienstplicht maar de rest van Australië was tegen. De Laborpartij in West-Australië splitste bijna over het onderwerp. De Aborigines konden ondertussen niet meer over de Wheatbelt trekken, werkten op de boerderijen en leefden per 200-300 in kampen nabij dorpen als Katanning, Moora en Beverley. Sommige hadden een eigen bedrijf, de meesten werkten voor anderen. Op sommige plaatsen werden ze goed behandeld en op andere niet. Op openbare plaatsen, zoals in pubs of hospitalen, heerste er een vorm van apartheid.
In 1917 werd de Trans-Australian Railway afgewerkt. De aanleg van de spoorweg was een van de voorwaarden voor de toetreding van West-Australië tot het Australische gemenebest geweest. De bouw van de spoorweg tussen Port Augusta en Kalgoorlie startte in 1912. Er werden 2,5 miljoen dwarsbalken en 140.000 ton rails voor de aanleg van de bijna 1.700 kilometer lange spoorweg gebruikt. Door de afwerking ervan kon men vanuit de West-Australische hoofdstad Perth over land naar de oostelijke staten reizen. Voorheen waren het westen en oosten van het continent slechts door een zeereis of een enkele telegraaflijn verbonden.

## Interbellum – verdere ontwikkeling van de Wheatbelt (1918–1935)
Nadat in november 1918 de wapenstilstand getekend was, brak in de oostelijke staten Spaanse griep uit. West-Australië riep unilateraal quarantainemaatregelen uit, zonder resultaat. Er werden noodhospitalen opgericht die de toevloed amper aan konden. Er heerste sociale onrust. De vakbonden waren verdeeld geraakt over de dienstplicht. De havenarbeiders en scheepsbemanningen betwistten elkaar het werk op de kades en staakten beiden. De voedselrekken in Perths winkels raakten leeg. Ook in de goudvelden heerste er onrust. De schrijnwerkers staakten en de houtzagerijen lagen stil waardoor de mijnactiviteiten stokten. Rivaliserende vakbonden vochten veldslagen uit met elkaar en met de politie. In 1920 gingen de ambtenaren en leerkrachten in staking omdat hun lonen de oorlogsinflatie niet gevolgd waren. Cecilia Shelley organiseerde de werknemers uit de horeca en in 1921 volgde er een bittere staking in Perths voornaamste hotel, The Esplanade.

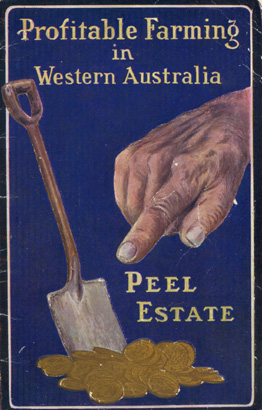
Affiche voor een Group Settlement Scheme

Na de Eerste Wereldoorlog werden Soldier Settlement Schemes en Group Settlement Schemes opgezet. Premier Mitchell introduceerde overheidsbeleid om een melkindustrie op te zetten. De laatste oerbossen met jarrah en karri in het zuidwesten kwamen onder druk te staan. De migranten waren slecht geselecteerd. Het ontbrak hun aan de noodzakelijke vaardigheden en benodigdheden om de enorme loofbossen te rooien en er melkboerderijen te starten. Toen Mitchell in 1924 zijn post verliet had 42% van de 23.622 migranten uit de groepsprogramma's de hun toegewezen kavels reeds verlaten.
Er werd een departement voor het noordwesten opgericht. Men probeerde er katoen te verbouwen en er werden staatsslachterijen gebouwd. Na vijf jaar werd het departement alweer afgeschaft. De uitbreiding van de Wheatbelt ging ondertussen door al was ondertussen duidelijk geworden dat de graanvelden door bodemverzouting aangetast werden.
Van 1924 tot 1930 regeerde een Laborregering geleid door premier Collier. Rechts dat verdeeld was onder Mitchell verenigde zich weer in de oppositiejaren. Onder Collier veranderde het beleid weinig. De uitbreiding van het landbouwareaal bleef doorgaan. De Agricultural Bank bleef geld uitlenen en de overheid spoorwegen, wegen en andere infrastructuur aanleggen. De bebouwde oppervlakte aan graan verdubbeld en de graanproductie bereikte in 1930 een piek van 53,5 miljoen schepels die dertig jaar lang niet zou overschreden worden. Van 1925 tot 1929 arriveerden nog meer dan 20.000 Britse migranten. De overheid bleef de melkindustrie steunen.
Het leven aan de kolonisatiegrens bleef hard. In 1926 werd een veeteler die een voormalig aboriginesreservaat bezette gedood met een speer. Een politieteam doodde en verbrandde daarop verschillende onschuldige Aborigines. Van twee Duitse piloten die neerstorten in de Kimberley werd eerst gevreesd dat ze door Aborigines gedood en opgegeten waren, maar uiteindelijk bleken ze door hen gered. De bevolkingsgroei op het platteland werd tenietgedaan door de bevolkingsafname op de goudvelden en uiteindelijk groeide alleen Perth echt. Het aantal automobielen in Perth steeg van 4.181 in 1921 tot 31.130 in 1930. Private busmaatschappijen gingen de concurrentie aan met de spoorwegen. Vanaf 1926 daalde het aantal tramreizigers. Vanaf 1933 het aantal paarden. De Main Roads Board werd in 1926 opgericht. Men begon langzaamaan met het verharden en uitbreiden van het wegennetwerk. Op het platteland bleef de trein belangrijk. In 1927 werd de spoorweg tussen Kalgoorlie en Esperance eindelijk geopend en de regering beraadde zich over een plan om 4.500 boerderijen in het gebied te ontwikkelen.
In tegenstelling tot de Verenigde Staten en Zuid-Afrika slaagden de religies er in West-Australië niet in zich als belangrijke sociale en culturele instituten te vestigen. Die plaats werd ingenomen door de Returned Sailors and Soldiers Imperial League of Australia (RSL), Westralian Farmers Co-operative en de Country Women's Association (CWA). De RSL begon de traditie van de Anzac-dag. De CWA zorgde voor ontmoetingsplaatsen in landelijke gebieden, vakantiehuizen aan de kust en een veel gebruikt kookboek. In 1926 werd de West Australian Historical Society opgericht.

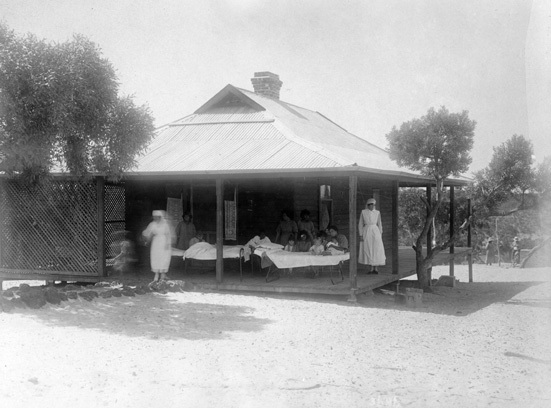
Hospitaal Moore River-nederzetting

Auber Octavius Neville, Chief Protector of Aborigines van 1915 tot 1936 en Commissioner of Native Affairs van 1936 tot 1940 volgde Daisy Bates' visie dat de Europese kolonisatie de aboriginessamenleving tot uitsterven veroordeelde. Neville was er voorstander van aborigineskinderen bij hun ouders weg te halen en ze in instellingen onder te brengen waar ze konden worden opgeleid tot huishoudhulpen en boerenknechten. Hij hoopte op assimilatie waardoor ze in de rest van de samenleving zouden opgaan. In 1918 werd de Moore River-nederzetting opgericht waarnaar Aborigines uit heel West-Australië, die hulp of bescherming nodig hadden, werden overgebracht. De leefomstandigheden en discipline verslechterden er al gauw en de meeste Aborigines, die er tijd doorbrachten, hielden er geen goede herinneringen aan over. Neville had een ambigue relatie met de christelijke missies die werden opgezet om Aborigines te bekeren en in westerse vaardigheden te onderwijzen zonder ze tot assimilatie te dwingen.
In september 1929 werd West-Australiës eeuwfeest gevierd. Tijdens de viering was er een kleine delegatie Aborigines maar de meeste aandacht ging naar de pioniers. Kort daarop brak de wereldwijde crisis van de jaren 30 uit. De prijzen van wol en graan op de wereldmarkt daalden. Vele kleine boeren gingen in faling en tegen 1930 was een kwart van de bevolking werkloos. In 1932 bereikte de werkloosheid een piek van 30%. De werklozen werden bijeen gebracht in kampen. Er werden tewerkstellingsprojecten opgestart zoals de bouw van een stuwdam en waterreservoir in de rivier de Canning, een irrigatieprogramma aan de rivier de Harvey en een ontbossingsproject langs de rivier de Frankland. De bevolking liet zich uit miserie door het gokspel verleiden. Daarop richtte de overheid de Lotteries Commission op om door middel van loterijen geld voor hospitalen, weeshuizen en andere sociale projecten op te halen.
De depressie leidde tot oproer. Sommigen eisten het stilleggen van het parlement en het oprichten van een zakenkabinet. Enkele teruggekeerde soldaten wensten weliswaar een militaire dictatuur maar er was geen sprake van een opgang van extremistische partijen zoals de New Guard in New South Wales. De separatistische beweging kreeg wel weer de wind in het zeil. Op 8 april 1933 vond een volksraadpleging plaats waarbij twee derde voor separatisme stemde. De regering Mitchell viel echter en een nieuwe Laborregering onder Collier was tegen separatisme. De Britse overheid stelde niet meer bevoegd te zijn. Canberra weigerde en de separatistische beweging verloor weer aan belang. West-Australië werd vrij laat getroffen door de depressie en herstelde vrij vlug. Goud lag aan de basis van het herstel. De federale regering bood een subsidie van £ 1 voor elke ons goud die werd gevonden of gedolven.

## Herstel en Tweede Wereldoorlog (1935–1950)
De internationale instabiliteit deed de prijs van goud en mineralen stijgen waardoor eerder niet rendabele mijnen terug werden opgestart. In 1937 werd voor het eerst in twintig jaar weer meer dan 1 miljoen ons goud in West-Australië geproduceerd. Volgens velen was dit te danken aan Claude de Bernales. In 1938 werd in Kalgoorlie West-Australiës eerste olympische zwembad geopend. Ook in Wiluna en Big Bell werd volop gebouwd. De melkindustrie in de regio South West deed het goed dankzij subsidies van het gemenebest.
Er werd geëxperimenteerd met nieuwe technologieën. In Manjimup werd tabak aangeplant. Aan de rivier de Gascoyne werden dankzij irrigatie bananen gekweekt. De Co-operative Bulk Handling Group werd opgericht en de boeren profiteerden van lagere kosten en stijgende wereldhandelsprijzen voor graan. Ze konden investeren in mechanisatie. Ten zuiden van de vallei van de Avon werd onderaardse klaver gezaaid als schapenvoeder. H.W. Bennetts ontwikkelde een vaccin tegen de schapenziekte 'Beverley Disease'. De oorzaak van een runderziekte werd gevonden in een tekort aan kobalt in de ondergrond en de planten die als veevoeder dienden. Lammetjes stierven dan weer aan een tekort aan koper. Beide elementen konden worden toegediend.
In 1933 kwam Hitler aan de macht in Duitsland en Japan viel China binnen in 1937. Een Europees bedrijf wilde op Koolan Island, ten noorden van Derby, ijzererts voor uitvoer naar Japan delven maar de regering had schrik dat het erts voor de productie van wapens zou gebruikt worden. De federale regering besloot in 1938 tot een verbod op de uitvoer van ijzererts. Isaac Sternberg, een verbannen Russische politicus, stelde voor de Durrack-eigendommen in de vallei van de Ord te kopen, om er de joodse vluchtelingen te vestigen die het Nazi-regime ontvluchtten. Canberra bleef echter lang besluiteloos. Pas in juli 1944 besloot de federale regering het plan af te keuren. West-Australië leverde tijdens de Tweede Wereldoorlog weer meer manschappen dan de rest van Australië.

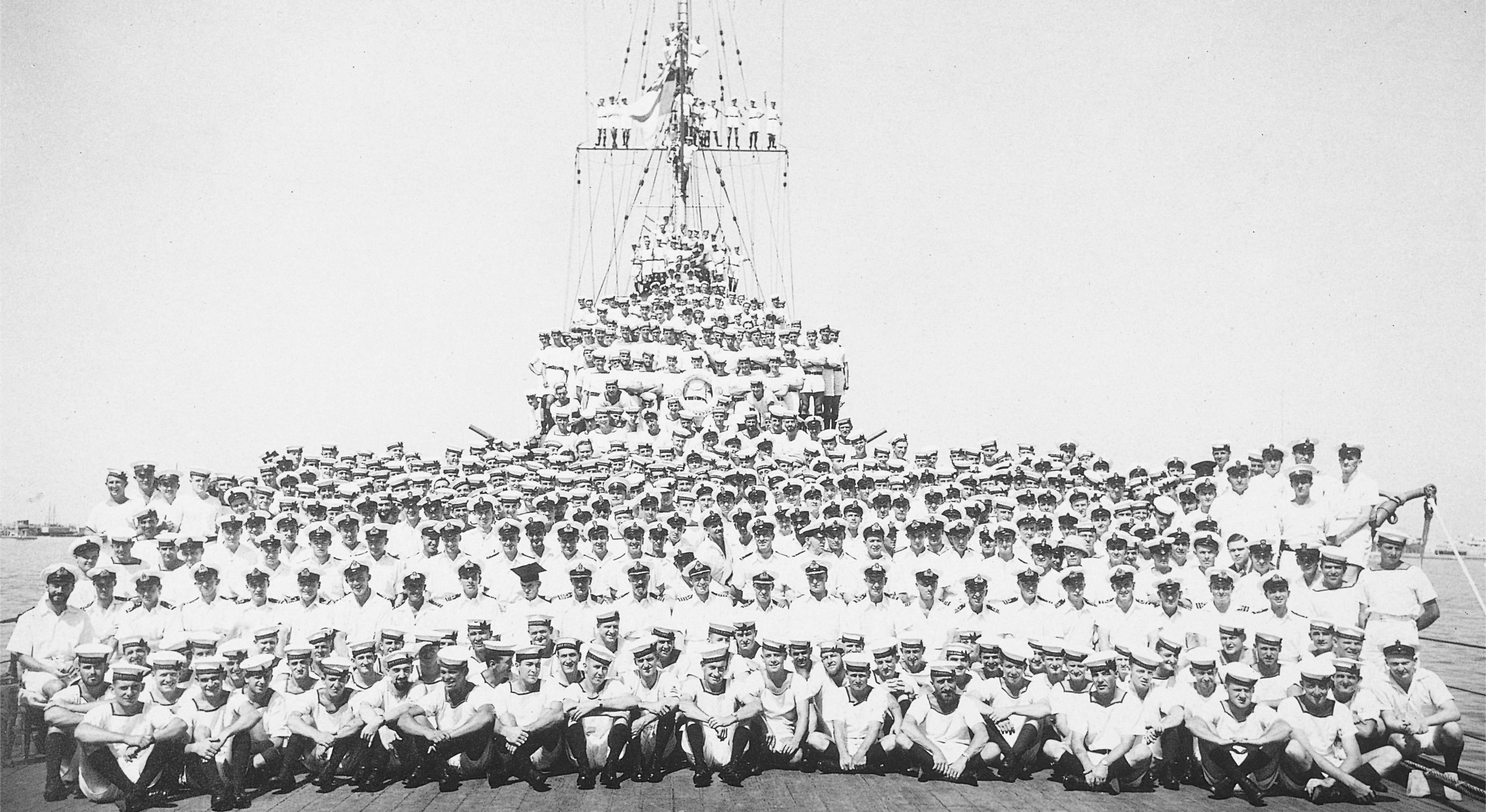
Bemanning op de HMAS Sydney in 1941

De Australiërs afkomstig uit de asmogendheden werden geïnterneerd tenzij ze zich melden voor het leger. Het tekort aan arbeidskrachten op het platteland werd aangevuld met Italiaanse krijgsgevangenen die tijdens de campagne in Noord-Afrika waren gevangen genomen. De goudindustrie werd ingekrompen en zou zich decennia lang niet herstellen. Ook de landbouw en veeteelt draaiden op een laag pitje. Nog niet helemaal bekomen van de crisis van de jaren 30 leden ze aan een tekort aan arbeidskrachten. Vrouwen en kinderen werkten lange dagen, zeker wanneer de man in het leger diende.
In december 1941 kwam de oorlog plots dichtbij. De HMAS Sydney verdween, voor de kust nabij Carnarvon, tijdens een zeeslag met het Duitse aanvalsschip HSK Kormoran. Twee dagen later bombardeerde Japan Pearl Harbor. Japan veroverde Singapore, grote delen van de Filipijnen en Indonesië en viel Papoea-Nieuw-Guinea binnen. In Singapore werden meer dan 2.000 West-Australiërs krijgsgevangen genomen. Wyndham, Broome en Port Hedland werden gebombardeerd. In Broome verging een boot met Nederlandse vluchtelingen. Er vielen meer dan honderd doden te betreuren. Vrouwen en kinderen werden soms naar familie in het binnenland geëvacueerd. Tegen juni 1942 werden er 70.000 troepen in West-Australië gestationeerd.
De productie van wapens in de spoorwegateliers van Midland en rond Welshpool en de raffinaderijen en houtskoolhoogovens van Wundowie zetten de industrialisatie van West-Australië in. 22,7% van de fabrieksarbeiders waren vrouwen. Ook de Aborigines waren beter af dankzij de arbeidstekorten. Hun lonen stegen. Vooral in het noordwesten waar ze aan de verdedigingsinstallaties werkten. Vanaf 1944 stond het parlement hen zelfs staatsburgerschap toe indien ze volwassen, geletterd en van goed gedrag en zeden waren. Slechts weinigen maakten van de mogelijkheid gebruik. In mei 1946 brak onder de pastorale aboriginesarbeidskrachten in de Pilbara een grote staking uit. Daisy Bindi en Don McLeod leidden 500 mannen, vrouwen en kinderen van de pastorale stations naar een kamp nabij Port Hedland. De staking bloedde uiteindelijk dood maar werd nationaal nieuws.

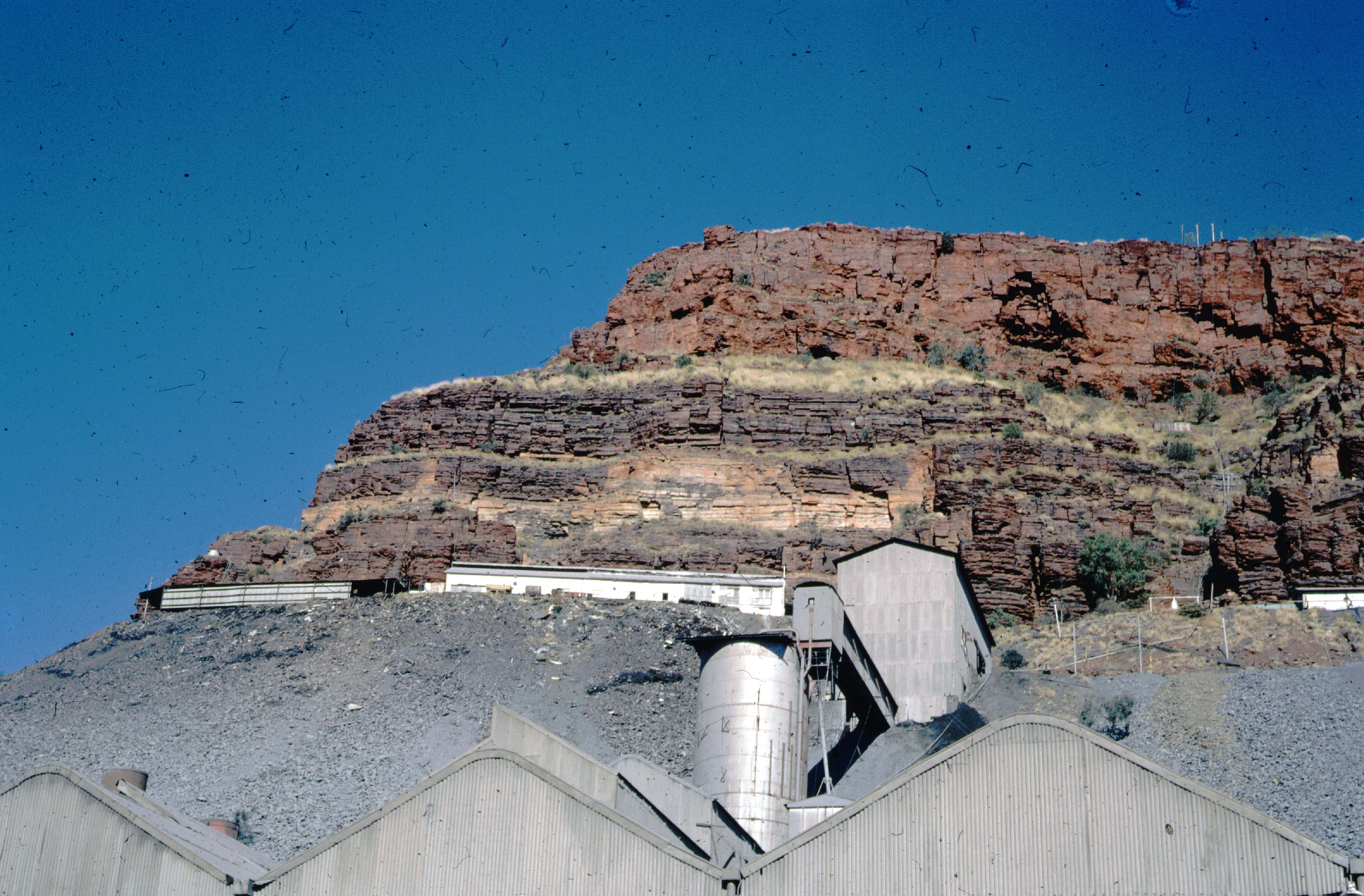
Productiesite blauwe asbest te Wittenoom

In 1945 kreeg Frank Wise de leiding over een Laborregering. Hij revitaliseerde de Agricultural Bank en hervormde ze tot een staatsbank die de industrie en samenleving diende te ondersteunen. De bank veranderde van naam en werd de Rural and Industries Bank. Terugkerende soldaten werden door het gemenebest voorzien van onderwijs en vaardigheden die ze voor de oorlog niet hadden kunnen verwerven. Velen huwden en begonnen aan gezinnen. Er was een tekort aan behuizing. 5% van de West-Australische bevolking woonde in bij familie. Er werd een State Housing Commission opgericht die diende te voorzien in onderdak, hospitalen en scholen voor de toekomstige kinderen. De zoektocht naar bouwmaterialen leidde er de Colonial Sugar Refining Company (CSRC) toe te investeren in een asbestfabriek in Wittenoom.
De handelsbalans van West-Australië was steeds negatief geweest. Het voerde bijna elk jaar de helft meer in dan het uitvoerde. De transportlijnen waren ook van slechte kwaliteit. Er waren twee vliegmaatschappijen die het westen en het oosten verbonden, de spoorinfrastructuur was oud en er waren geregeld stakingen. In 1946 staakten de spoorwegmannen over slechte locomotieven en in 1948 de mijnwerkers van de steenkoolmijnen rond Collie over onhandelbare mijnpaarden. In 1945 werd de State Electricity Commission opgericht maar het zou nog tot de jaren 1950-60 duren eer het elektriciteitsnetwerk het platteland bereikte. In Perth waren er herhaaldelijk stroompannen tot de nieuwe centrale van South Fremantle in 1951 in dienst werd genomen.
Labor verloor de verkiezingen in 1947 en de liberaal Ross McLarty werd de nieuwe premier. McLarty regeerde volgens de plattelandstraditie van Forrest, Moore en Mitchell. In 1953 werd weer een Laborregering verkozen en kwam A.R.G. Hawke aan het beleid. De verschillen tijdens de verkiezingen waren nooit groot en ook het beleid verschilde niet veel. Ze volgden de raad van topambtenaren als het hoofd van het departement Financiën, Alexander Reid (1937-54), en Russell Dumas (1941-53), het hoofd van het departement ruimtelijke ordening. Dumas liet de bouw van een stuwdam in de rivier de Ord onderzoeken. Hij hielp een vliegtuigmaatschappij oprichten voor de vleesindustrie. McLeod, een van de leiders van de aboriginesstaking in de Kimberley in 1946, richtte in 1950 een coöperatie op nabij Marble Bar waar de aborigines in eigen beheer wolfraam en tantaliet dolven. McLeod droomde ervan zelfvoorzienende aboriginesgemeenschappen te stichten die zichzelf door inkomsten uit grondstoffen zouden ondersteunen.
Graan en wol bleven de belangrijkste uitvoerproducten. De meeste producten die als gevolg van de diversifiëringspolitiek na de crisis van de jaren 1930 en tijdens de Tweede Wereldoorlog waren uitgeprobeerd zoals tabak rond Manjimup, gedroogd fruit rond Donnybrook en vlas rond Harvey en Boyup Brook slaagden er niet in rendabel te blijven in een vredeseconomie. In het zwaar door de oorlog getroffen Europa bleef rantsoenering tot begin jaren 1950 noodzakelijk en de voedselprijzen bleven hoog. De West-Australische boeren beleefden hoogdagen en konden investeren in mechanisatie, tractors, vrachtwagens en bulldozers. Boerderijen werden samengevoegd en onvruchtbare gebieden konden worden bewerkt dankzij het toevoegen van sporenelementen. Tegen 1960 bereikte de graanopbrengst terug het niveau van 1930. Wolproducenten verdienden aan de hoge wolprijzen in 1949-50. De Koreaanse Oorlog veroorzaakte angst voor een derde wereldoorlog en deed mensen massaal hamsteren. De Communistische Partij werd in Australië na een volksraadpleging verboden.
Dumas slaagde erin British Petroleum tot investeringen te verleiden. Er werd een olieraffinaderij gebouwd in Kwinana aan de Cockburn Sound. BHP bouwde er vervolgens een cementfabriek en hoogoven. Kwinana lag aan de basis van de industrialisering van West-Australië.

## Het ijzeren tijdperk (1951–1971)

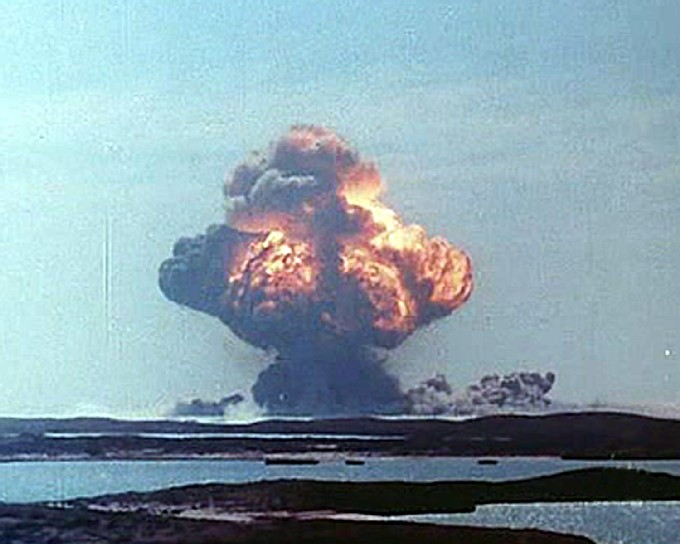
Operatie Mosaic op de Montebello-eilanden

In de jaren 1950 voerden Britse wetenschappers drie tests met atoombommen op de Montebello-eilanden uit: op 3 oktober 1952, op 16 mei 1956 en op 19 juni 1956.
West-Australië had steeds een gebrek aan energie. De steenkool uit Collie was van mindere kwaliteit. In 1952 begon West Australian Petroleum, een samenwerking tussen AMPOL en Standard Oil of California, in de Rough Range op de Noordwestkaap nabij Exmouth, naar olie te boren. Toen olie gevonden werd, was er opwinding op de beurs in Perth. Het bleef echter bij de ene vondst.
Doordat de plattelandsbewoners meer en meer gebruik maakten van automobielen sloot de overheid in 1956 een vijfde van het spoorwegnetwerk. Sommige lijnen bleven enkel nog in dienst als goederenlijnen. Andere lijnen werden volledig uit dienst genomen en door busdiensten vervangen. Kleine basisscholen sloten de poorten doordat naar school gaan op grotere afstand mogelijk werd. Telefooncentrales werden geautomatiseerd. In Perth werd de laatste tramdienst in 1958 opgedoekt. Er werd geïnvesteerd in autowegen en een brug over de Swan.
In 1954 werd de Library Board of Western Australia opgericht. Openbare bibliotheken werden geopend. Ze vervingen de lokale private bibliotheken die hier en daar hadden bestaan. In 1945 was Mollie Lukis tot staatsarchivaris benoemd, met de taak openbare overheidsdocumenten en private collecties voor het nageslacht te bewaren. Vanaf 1954 werd die verzameling, die zich binnen de State Library of Western Australia bevond, de Battye Library genoemd. Werken als Frank Crowleys geschiedenis van West-Australië uit 1960, Australia's Western Third, Alexandra Halsucks portret van Georgiana Molloy uit 1954, Portrait with Background en Mary Duracks familiegeschiedenis uit 1959, Kings in Grass Castles, kwamen uit de collectie voort.
In 1949 had het departement van landbouw een onderzoeksstation opgericht in het district Esperance. Men kwam tot de conclusie dat door de vegetatie af te branden, de grond om te ploegen en superfosfaten en sporenelementen toe te voegen de grond geschikt werd voor de graanteelt. Vanaf 1956 werd het gebied opgedeeld in kavels voor boerderijen. Tegen 1965 was Esperance het administratieve en dienstencentrum voor 436 omliggende boerderijen, goed voor in totaal 700.000 hectare, met een half miljoen schapen en een significant aantal runderen.
Wat de ontwikkeling van de mijnindustrie aangaat was de regering Hawke nog steeds gericht op individuele prospectors en kleinschalige mijnbedrijven. Men deed geen moeite om grote private kapitalen aan te trekken. Dumas had die laatste handelswijze nochtans reeds sinds 1947 aanbevolen. Het was pas in de jaren 1950 dat tekorten op de wereldgrondstoffenmarkt investeerders richting West-Australië deden kijken. In 1958 deed Western Mining onderzoek naar de aanwezigheid van bauxiet in de Darling Scarp. Het was reeds langer bekend dat er ijzererts aanwezig was in de Pilbara maar de Tweede Wereldoorlog had tot een uitvoerverbod geleid. Daardoor was er enkel een kleine staatsijzerertsmijn nabij Koolyanobbing die ijzererts leverde voor de houtskoolhoogovens van Wundowie.

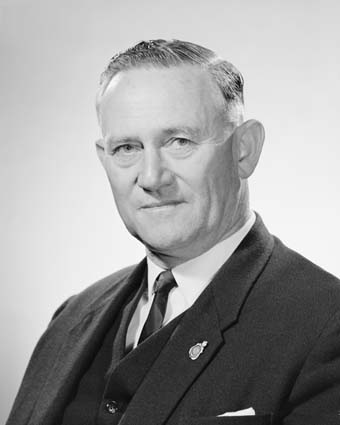
David Brand WA Premier 1959–1971

In 1958 probeerde de regering Hawke de federale regering ertoe te bewegen het uitvoerverbod voor ijzererts op te heffen. De opeenvolgende federale regeringen onderschatten de hoeveelheid in West-Australië aanwezige ijzererts en behielden het uitvoerverbod. Hawke werd verslagen in de verkiezingen van 1959 en de liberaal David Brand kwam aan de macht. Hij zou de laatste van de uit de landelijke gebieden afkomstige premiers zijn. Brand was een conservatief en privatisering was geen dogma. De staatshoutzagerijen werden verkocht aan een Brits bedrijf. De staatsrederij bleef gewoon bestaan. De private busmaatschappijen in en rond Perth werden opgekocht en er kwam een publiek transportsysteem onder de Metropolitan Transport Trust. In 1963 schafte Brand de voorwaarde van grondbezit voor het stemrecht voor het hogerhuis af. De kieskringen bleven wel zo georganiseerd dat Labor geen controle kreeg. Dat jaar werd ook een vier man sterke Industrial Commission opgericht die de Arbitration Court verving. Protest werd vermeden door de pragmatische vakbondsman Fred Schnaars aan het hoofd te stellen.
Onder Brand kregen de Aborigines in 1961 volledig staatsburgerschap. Vanaf 1963 werd het alcoholverbod en het verbod op seksuele relaties met niet-Aborigines opgeheven. Het departement aborigineswelzijn gaf pas in 1960 toe dat kinderen bij hun ouders weghalen geen goed idee was geweest. In 1965 oordeelde een federaal rechter dat Aborigines recht hadden op een gelijk loon. Pastoralisten ontsloegen daarop veel Aborigines omdat ze te duur werden. Dit leidde tot enorme sociale problemen. In 1967 werd een volksraadpleging gehouden met de vraag of alle wettelijke discriminaties tegen Aborigines mochten opgeheven worden. In West-Australië stemde 78,7 % voor, maar dit was het laagste percentage van alle staten. De grondstoffenhoogconjunctuur die voor de deur stond, veegde vele aboriginesaanspraken weer van tafel.
De lokale bestuursgebieden (LGA) die Municipal Districts of Road Districts heetten, veranderden op 23 juni 1961 van naam. Zo werd het Denmark Road District hernoemd naar de Shire of Denmark.
Brand zou samen met Charles Court, een boekhouder die tijdens de Tweede Wereldoorlog ervaring had opgedaan in het onderhandelen met Amerika en Japan, meer dan tien jaar West-Australië leiden. Labor bleef in de oppositie doordat de federale Laborpartij niet populair was en door onenigheid tussen vakbonden en Laborpolitici. Brand slaagde er in 1960 in de federale overheid te bewegen het verbod op de uitvoer van ijzererts op te heffen. De federale overheid zegde ook toe te zullen bij dragen aan de omsporing van de spoorwegen tussen Kalgoorlie, Perth en Kwinana. De ijzerertsmijnen van Koolyanobbing werden overgenomen door BHP dat in Kwinana haar ijzer- en staalactiviteiten verder uitbouwde. De federale overheid betaalde de aanleg van de normaalspoorspoorweg naar de ijzerertsmijnen.

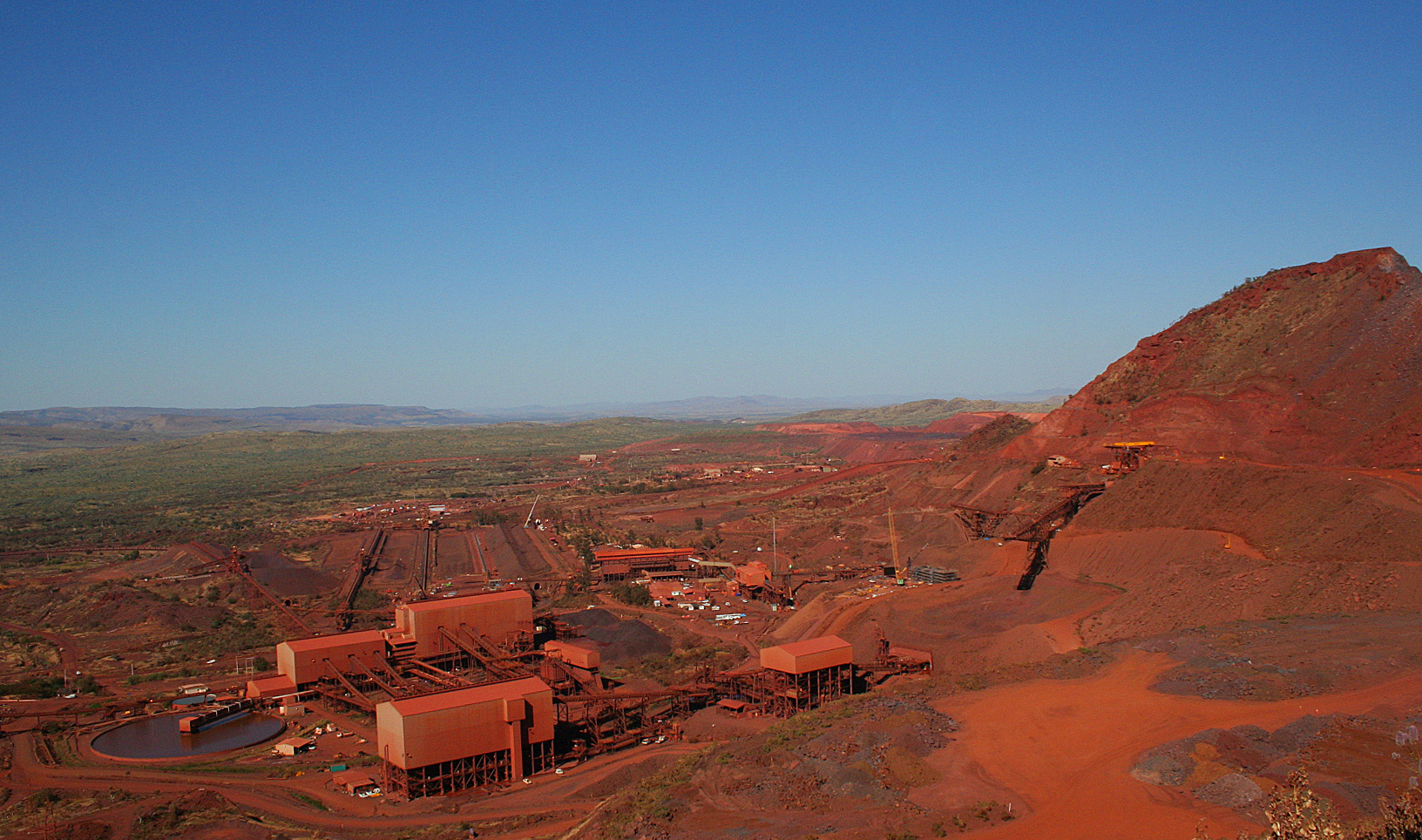
IJzerertsmijn nabij Tom Price

Zes jaar later waren er vier grote private ijzerertsprojecten in ontwikkeling die investeerden in spoor- en haveninfrastructuur. Dorpen als Tom Price, Newman, Karratha en Dampier werden gesticht om mijnwerkers en/of (haven)arbeiders te huisvesten. In 1966 verliet de eerste lading ijzererts de haven van Dampier met Japan als bestemming. De bauxiet in de Darling Scarp bleek rendabel. In 1964 werd olie gevonden op Barroweiland. Ten zuiden van Kalgoorlie werd in 1966 nikkel gevonden wat leidde tot het ontstaan van Kambalda. Er werd ook nikkel gevonden in Leinster en nabij Windarra. Er ontstond een hausse die vele investeerders geld kostte toen bleek dat de Windarra niet zo winstgevend was en het aandeel van Poseidon Company crashte. Nabij Dongara werd gas gevonden. Dat werd vanaf 1971 ontgonnen.
Na vijftien jaar experimenteren in het onderzoeksstation langs de rivier de Ord werd in 1963 een stuwdam in de rivier in gebruik genomen. De eerste boeren vestigden zich in de streek en het dorp Kununurra werd gesticht. In 1967 besliste de federale overheid een tweede grotere stuwdam te financieren. Dit leidde in 1972 tot het ontstaan van Lake Argyle. Het duurde echter twee decennia voor de boeren gewassen ontwikkeld hadden die ze er rendabel konden telen.
In 1962 vonden de gemenebestspelen plaats in Perth. De West-Australische bevolking steeg enorm na de Tweede Wereldoorlog, vooral door immigratie. De immigranten vestigden zich vooral in en rond Perth. Bijna twee derde van de inwoners van West-Australië woonden in de stad. Vanaf 1963 werd het Metropolitan Region Scheme gevolgd om een beetje orde in de stadsontwikkeling te brengen. De West-Australische afdeling van de National Trust of Australia werd in 1959 opgericht om het verdwijnen van het erfgoed tegen te gaan. In 1964 werden vier Nederlandse scheepswrakken uit de 17e eeuw aan het Museum van West-Australië toevertrouwd en werd een maritiem archeologisch programma opgezet. In 1973 werd een akkoord getekend tussen Nederland en het Australisch gemenebest waardoor de bescherming van de schepen vergrootte.
De milieubeweging werd sterker. Het aantal auto's was gestegen van 220.000 in 1960 tot 415.000 in 1970. In 1969 werd de Eyre Highway geopend die West-Australië met de rest van Australië verbindt. De Enviromental Protection Authority werd opgericht in 1971. In de jaren 1960 vond het Malibu-surfboard ingang in West-Australië. Vooral tussen kaap Naturaliste en kaap Leeuwin trokken jongeren naar de verlaten stranden. John Gladstones, een landbouwwetenschapper, verklaarde in 1964 dat de streek rond Margaret River geschikt was voor de productie van wijnen. Het aantal secundaire staatsscholen verdubbelde tussen 1960 en 1970. In 1958 werd een medische faculteit aan de universiteit van West-Australië toegevoegd. In 1964 werd het Western Australian Institute of Technology en in 1970 de Murdoch University opgericht. In 1966 en 1971 waren er studentenprotesten tegen de verplichting voor soldaten om in de Vietnamoorlog te gaan vechten. In 1967 werd het verbod, dat getrouwde vrouwen belette voor de staat te werken, opgeheven.
In januari 1961 raasden er zware bosbranden door de regio South West. Het dorp Dwellingup, 100 kilometer ten zuiden van Perth, werd verwoest. Een zware tropische cycloon verwoestte de streek rond Onslow in 1964. Een aardbeving verwoestte in oktober 1968 het dorp Meckering, 130 kilometer ten oosten van Perth. De gevaarlijkste bedreiging van Perth en het grootste deel van het zuidwesten van West-Australië is echter de klimaatverandering. Sinds 1970 is de jaarlijkse gemiddelde neerslag er met een vijfde gedaald. Het is onduidelijk in hoeverre de graanteelt in de Wheatbelt mogelijk zal blijven of hoe West-Australië kan blijven groeien door het watertekort.

## De vergulde tijd (1971–1992)

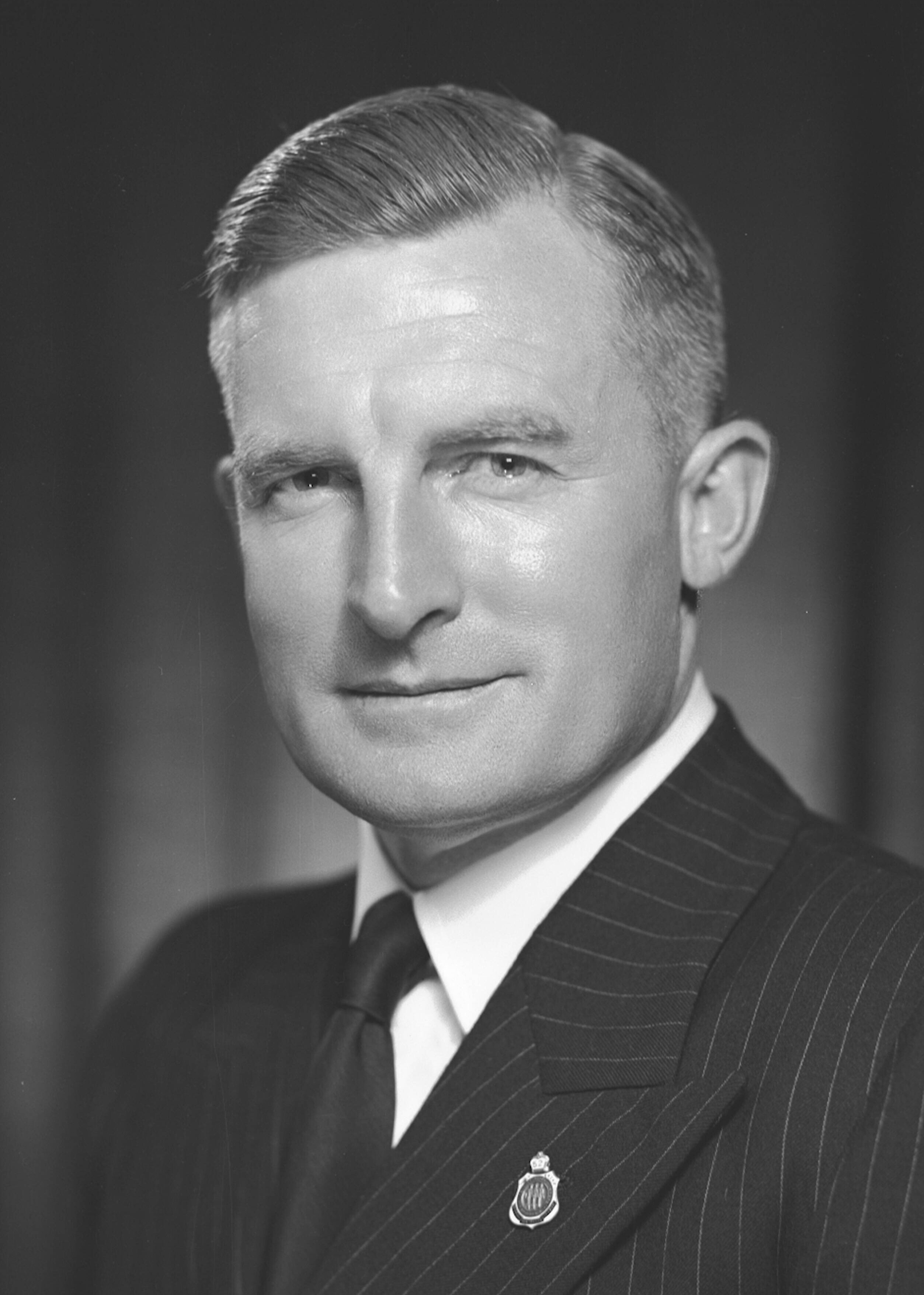
Charles Court WA Premier 1974–1982

Rond 1970 leken de vooruitzichten er minder goed uit te zien. De uitvoerinkomsten van de boeren en veetelers daalden. Het landbouwareaal waar graan werd geteeld kromp met een miljoen hectare. De Poseidoncrash zaaide twijfel in de mijnsector. De regering Brand werd in 1971 niet meer herkozen. De 69-jarige John Tonkin werd de oudste premier ooit. Hij leidde een Laborregering met een zeer kleine meerderheid. Hij slaagde erin een staatsombudsman aan te duiden en de minimumleeftijd om te mogen stemmen tot 18 te verlagen maar werd verder door financiële tekorten en een vijandig hogerhuis tegengewerkt. De spoorweg tussen Fremantle en Perth werd vervangen door een busdienst, en een metro onder Perth CBD. In december 1972 kwam de eerste federale Laborregering sinds de Tweede Wereldoorlog aan de macht.
Die federale regering, geleid door Gough Whitlam, verhoogde het budget voor aborigineszaken van $ 6,9 miljoen in 1972-73 tot $ 16,9 miljoen in 1974-75 en kocht enkele pastorale stations om ze onder beheer van Aborigines te brengen. Een koninklijke commissie stelde dat de Aborigines het recht hadden te kiezen tussen assimilatie of een traditionele levensstijl. Er werd ook een Aboriginal Legal Service opgericht. Tonkin verloor de verkiezingen van maart 1974 en dit werd geweten aan de inmenging van de federale regering Whitlam. Charles Court, die Brand na diens opruststelling als oppositieleider verving, werd de nieuwe premier van West-Australië. De relaties met de federale regering bleven zeer slecht tot de regering Whitlam in 1975 aftrad. Court voerde wel nog het federale sociale zekerheids Medibank-plan uit. Er bleef echter onenigheid tussen het federale en staatsniveau over de grondstoffenpolitiek.
Onderzoek rond Barroweiland en in de belendende North West Shelf wees uit dat er enorme gasvoorraden lagen, minstens voldoende om West-Australiës energieprobleem op te lossen. Court onderhandelde een deal met Alcoa of Australia in 1978. Het bedrijf mocht een derde aluminiumraffinaderij oprichten nabij Wagerup in de Darling Scarp maar moest energie afnemen van een pijpleiding die gas van Dampier naar Perth diende te leiden. Daardoor werd de pijpleiding rendabel. In 1979 werd diamant gevonden in de Kimberley.
Overheid en projectontwikkelaars dienden meer rekening te houden met de milieubeweging. Vooral de inheemse loofbossen in het zuidwesten waren onderwerp van ongerustheid. Jarrah en andere inheemse boomsoorten leden al jaren aan een mysterieuze ziekte en verloren hun gebladerte. In de jaren 1960 identificeerde Frank Podger de oorzaak als wortelrot (En:Dieback). De activiteiten van Alcoa in de Darling Scarp werden als oorzaak van de verspreiding van de ziekte aanzien. In 1971 verzette de milieubeweging zich tegen een handelsdeal over houtsnippers met Japan. Critici meenden dat naast het houtafval, afkomstig van de verwerking van marri, ook jarah- en karribossen werden gerooid voor de productie van de houtsnippers. De houtarbeiders rond Manjimup zagen hun jobs bedreigd en het kwam tot zware ongeregeldheden tussen de 'greenies' en de arbeiders. Twee jonge mannen werden in 1977 tot gevangenisstraffen veroordeeld voor de poging een lading houtsnippers in de haven van Bunbury op te blazen. De verdeeldheid in de staat was zo groot dat premier Court in 1976 een aanpassing aan de politiewet, sectie 54B, liet stemmen. Daardoor werd, voor een samenscholing van meer dan drie mensen, het verkrijgen van een toelating van de politie nodig.

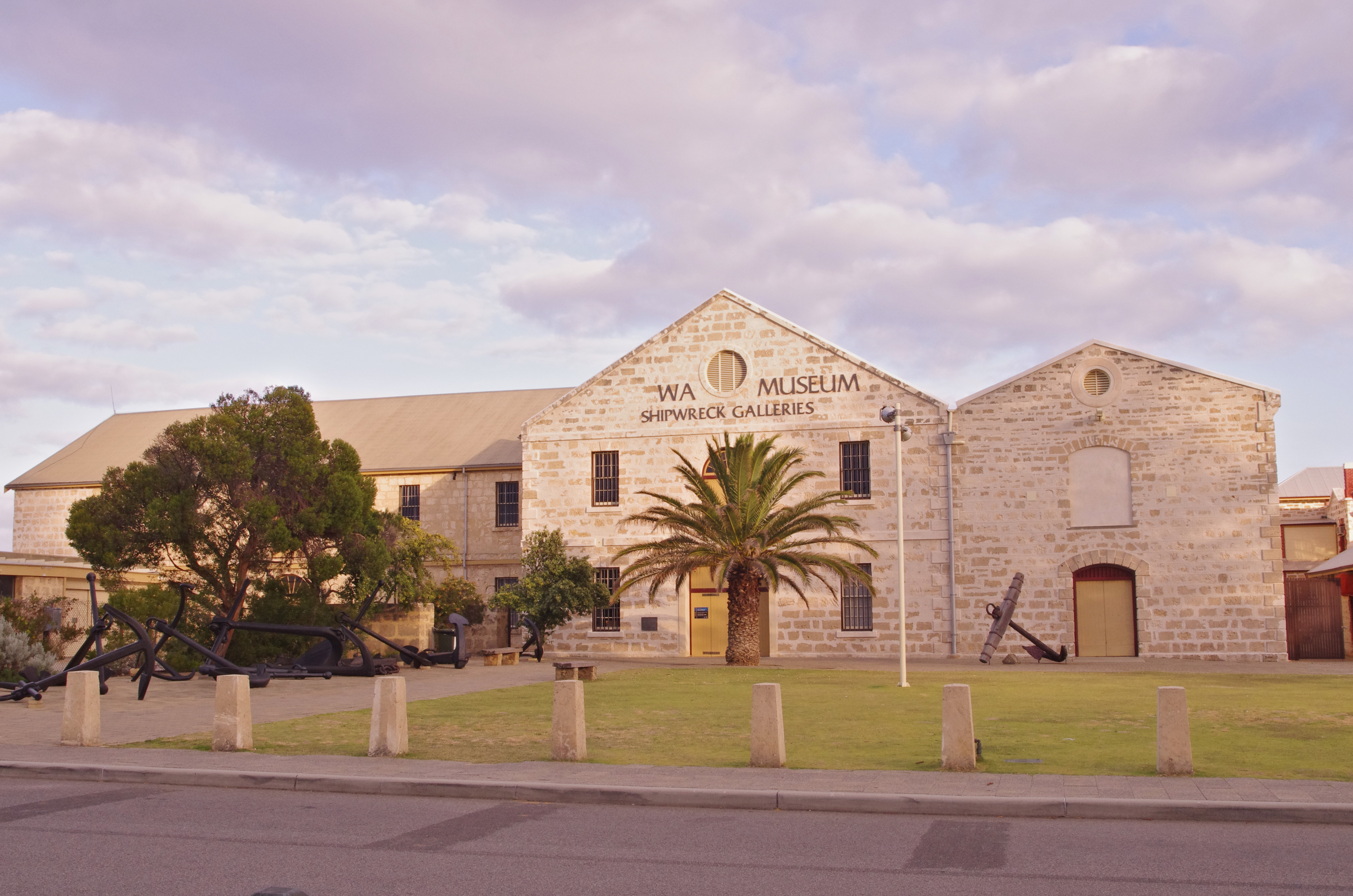
Western Australian Maritime Museum

Het Perth Cultural Centre werd ontwikkeld. In 1979 opende de Art Gallery of Western Australia en in 1982 de State Library of Western Australia. In Fremantle werd het internationaal gerespecteerd museum voor historische scheepswrakken in de Commissariat Building ondergebracht. His Majesty's Theatre, een van slechts twee overblijvende edwardiaanse theatergebouwen in het Britse Gemenebest, werd gered en gerenoveerd. In 1979 werd het 150-jarige bestaan van West-Australië gevierd. Het jaar werd ingezet met een nieuwjaarsconcert waarbij Ken Colbung op de didgeridoo speelde. Hij gaf daarna een petitie af met de vraag het voormalige bezit van het land door de Aborigines te erkennen. Colbung was een van de meer gematigde Aborigines en zijn vraag toonde aan dat er nog veel onbeantwoorde vragen voorlagen.
Court ging op pensioen in januari 1982 en zijn opvolger Ray O'Connor kreeg te maken met een verjongde Laboroppositie onder leiding van Brian Burke. In februari 1983 veroverde Labor de macht en enkele weken later gebeurde dit ook op federaal niveau. De regering Burke bestond vooral uit universitairen met weinig ervaring, zonder connecties met de zakenwereld, de vakbonden of het buitenland en had geen oren naar de raad van ervaren ambtenaren. Er werden grote hervormingen in de administraties doorgevoerd. Het ministerie van ruimtelijke ordening werd afgeschaft en een nieuw Departement of Conservation and Land Management (CALM) werd opgericht waaraan ook de portefeuilles land, bos en landbouw werden toegevoegd. Het ministerie van financiën werd afgeschaft en ondergebracht in een nieuw 'ministerie van de premier en het kabinet' waarvan het Policy Secretariat het machtigste orgaan van West-Australië werd. Alle leidinggevenden waren nieuwe onbekende contractueel aangeworven mensen. Om het parlement en het vijandige hogerhuis uit te schakelen werden statutaire vennootschappen opgezet. Sommige, zoals de Water Corporation, bewezen hun nut en overleefden latere regeringen. Ook de South West Development Authority, die de ontwikkeling van Bunbury en zijn achterland in goede banen diende te leiden, kreeg later in de andere regio's navolging. De Western Australian Development Corporation (WADC) werd opgericht om in naam van de staat winstgerichte activiteiten te ontplooien maar viel niet onder ministeriële verantwoordelijkheid. Er werden, zoals onder de regering Scaddan 70 jaar eerder, veel schulden aangegaan en risico's genomen.
De regering Burke voerde ook een aantal sociale hervormingen door. De in 20 jaar niet meer uitgevoerde doodstraf werd, hoewel nog steeds door een meerderheid van de West-Australiërs gesteund, afgeschaft. De aanpassing aan de politiewet, sectie 54B, werd teruggeschroefd. Er werd een Occupational Health and Safety Commission en een Equal Opportunity Commission opgericht. Iedere volwassene kreeg stemrecht bij lokale verkiezingen. Burke wilde ook dat het gewicht van de landelijke stemmen volledig verdween bij parlementsverkiezingen maar het bleef bij een kleine hervorming die de zetelverdeling tussen stad en landelijk gebied in het hogerhuis recht trok. Hierdoor konden ook onafhankelijken en kleine partijen verkozen geraken. Burke keerde ook het beleid inzake het openbaar vervoer weer om en heropende de spoorweg tussen Fremantle en Perth.
In 1983 leidde Paul Seaman een commissie om eigendomsrechten voor aboriginesgemeenschappen te bespreken maar de meerderheid van de West-Australiërs waren nog niet te vinden voor compensaties voor de onteigeningen uit het verleden. De mijnbedrijven slaagde erin de Aborigines Land Bill tegen te gaan. De federale regering wilde de hervormingen in 1986 doorvoeren maar West-Australië zwaaide met haar staatsrechten en dreigde ermee alle hervormingen aan het hooggerechtshof voor te leggen. Er gebeurde niets tot het hooggerechtshof in 1992 in de zaak Mabo de oude Terra Nulliusdoctrine verwierp.
Burke richtte in 1984 de John Curtin Foundation op, een denktank waarin Laborpolitici en een nieuwe generatie zakenmensen, onder wie Laurie Connell en Alan Bond, elkaar vonden. De denktank werd ook wel 'WA Inc.' genoemd. Het loonde om vriendschappelijke relaties te hebben met de overheid. In Perth werd West-Australiës eerste casino geopend. Connell ontving een consultancyhonorarium van $ 2 miljoen. De WADC kocht 5% van Allen Bonds bedrijf Argyle Diamond Mine en verkocht het een jaar later met $ 3 miljoen winst. In 1986 kreeg Connell $ 225.000 voor de onderhandelingen die leidden tot de dure aankoop van de Freemantle Gas and Cokes Company door de State Electricity Commission. Burkes regering werd dat jaar herkozen.
Bond kocht de brouwerijen Swan, Tooheys en Castlemain. Hij nam de krant The West Australian over. Door mediawetgeving slaagde hij er niet in ook de Daily News op te kopen maar die hield op te verschijnen in 1990 en The West Australian bleef als enige over heel West-Australië dagelijks verdeelde krant over. Bond had het grootste deel van Kalgoorlie's Golden Mile in handen en voegde alles samen. Hij verkreeg de helft van de aandelen van Chili's telefoonnetwerk en Kerry Packers Channel 9 netwerk. Een financiële crisis in 1987 bracht Connell in de problemen. De overheid organiseerde onmiddellijk een bail-out met hulp van Bond. Bond ontving hiervoor een commissie van $ 16 miljoen. Burke ging in 1988 op pensioen en maakte de ondergang van 'WA Inc.' niet meer mee. De nieuwe premier, Peter Dowding, diende de schade onder controle te houden. Een commissie oordeelde in januari 1989 dat de WADC onder ministeriële controle gebracht diende te worden en zijn toelating om schatkistcertificaten te investeren diende op te geven. In februari 1990 keerden Dowlings collega's zich tegen hem en werd Carmen Lawrence de eerste vrouwelijke premier van West-Australië.

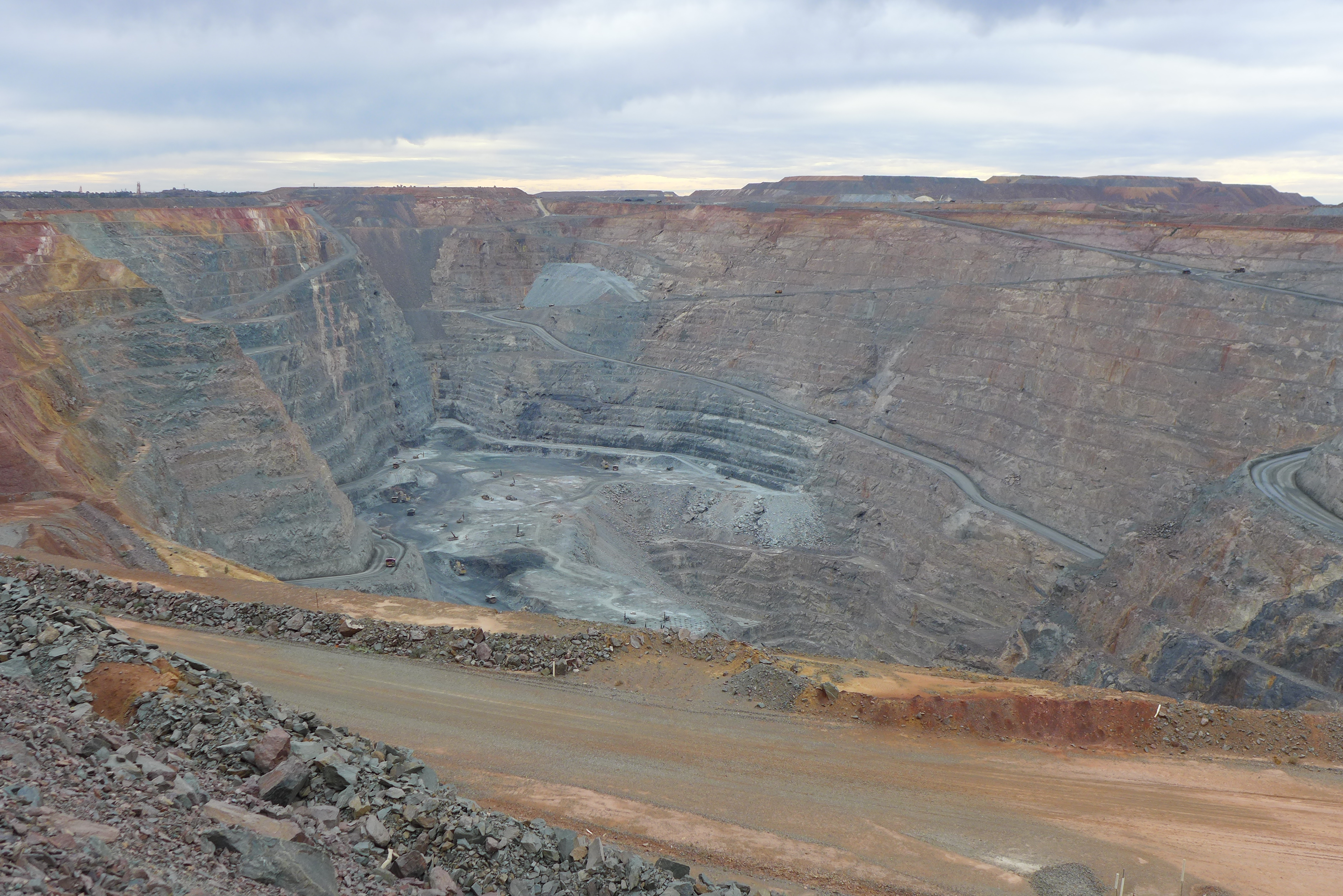
'The Superpit' goudmijn te Kalgoorlie

Ook Lawrence diende verder de schade onder controle te houden. De WADC en haar filialen werden ontbonden. Er dienden besparingen en extra taksen, om een put van $ 230 miljoen te dichten, opgelegd te worden. De site van de brouwerij Swan werd verkocht aan een private groep investeerders die er een hotel en appartementen van maakten in plaats van een eerder voorgesteld museum. Er werd ook geen rekening gehouden met de bezwaren van de Aborigines voor wie de plaats van cultureel en spiritueel belang was. Western Woman, een financieel adviesbureau dat ondernemende vrouwen diende te ondersteunen, ging ten onder aan wanpraktijken en zijn voorzitter kreeg een lange gevangenisstraf.
Het Western Australian Institute of Technology veranderde van naam en werd een universiteit, de Curtin University of Technology. De federale overheid introduceerde echter de Higher Education Contribution Scheme waardoor de West-Australische traditie van gratis universiteitsonderwijs op de schop ging en schulden aangaan een noodzaak werd om universitair onderwijs te genieten. In 1990 werd ook het College of Advanced Education een universiteit en werd de Edith Cowan University genoemd. Met de oprichting van de Catholic University of Notre Dame Australia in 1992 steeg het aantal universiteiten tot vijf. De University of Western Australia en de Murdoch University probeerden te fusioneren maar het hogerhuis hield dit tegen.
In november 1990 werd een koninklijke commissie met drie rechters opgericht om de investeringen uit de jaren 1980 te onderzoeken. Veel getuigen leden aan amnesie. Er werden geen sporen van corruptie gevonden maar wel veel wanpraktijken. Bond, Burke, Parker en O'Connor zaten allen lichte gevangenisstraffen uit voor lichte misgrijpen maar niet voor wat echt fout gelopen was. Connell stierf voor zijn proces tot een uitspraak leidde. Bond vestigde zich later als geldschieter en investeerder in de mijnsector in ontwikkelingslanden. Burke werd lobbyist en een aantal ministers diende af te treden nadat gebleken was dat ze contact met hem hadden onderhouden.

## De grondstoffeneconomie (1993– )

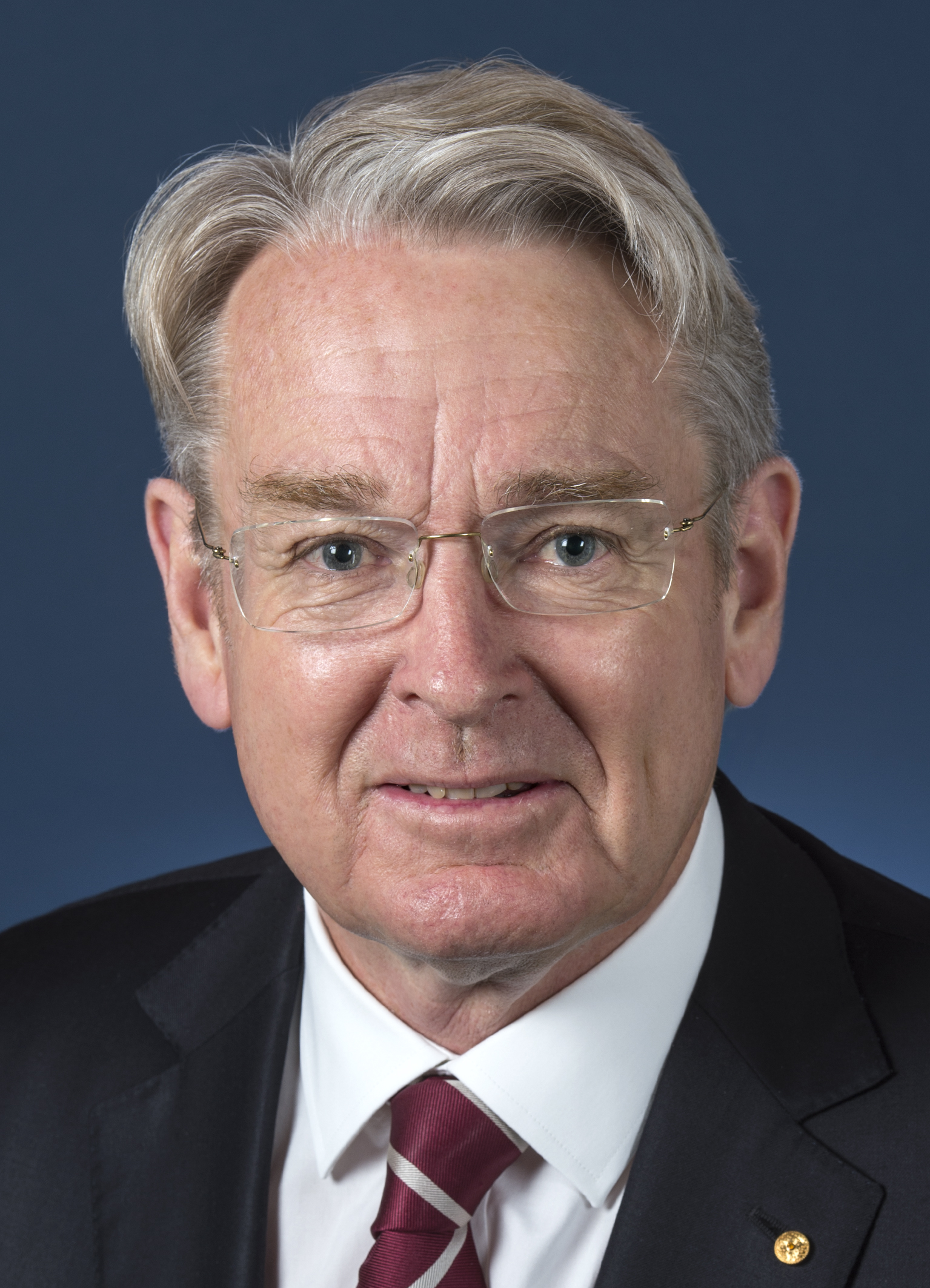
Richard Court WA premier 1993–2001

In 1993 kwamen de liberalen onder het leiderschap van Richard Court, zoon van Charles Court, terug aan de macht. Ook zijn regering diende het 'WA Inc.' puin verder te ruimen. Langzaamaan werden de belastingen die nodig waren om de putten te vullen terug afgebouwd. Er werd een commissie opgericht die de overheidsinstellingen diende te hervormen. Er werden procedures geïntroduceerd om overheidsdocumenten te bewaren en publiekelijk te maken. Er werd wetgeving over vrijheid van informatie gestemd. De regering bevocht het concept native title, voortkomend uit het arrest van 1992, omdat het onzekerheid over mijnrechten veroorzaakte en investeringen in het gedrang bracht. In 1993 werd wetgeving gestemd die native title-eisen ondergroef maar de federale overheid vernietigde de wetgeving. West-Australië trok in 1995 naar het hooggerechtshof doch werd daar in het ongelijk gesteld.
In Perth werd een National Native Title Tribunal opgezet om de bemiddeling tussen Aborigines groepen, mijnbelangen en de West-Australische overheid te vergemakkelijken. Daardoor verminderde in West-Australië het gevoel dat de federale overheid maatregelen oplegde zonder rekening te houden met lokale behoeften en omstandigheden. Door Courts aanvankelijke verzet was zijn reputatie inzake de aboriginesproblematiek besmet. Toen het rapport Bringing Them Home, over de gevolgen van het beleid aborigineskinderen bij hun ouders weg te halen, in 1997 werd gepubliceerd, maakte Court van de gelegenheid gebruik zijn reputatie te herstellen. Hij ging op het voorstel van de Laboroppositie om daarvoor in het parlement excuses aan te bieden in. Federaal premier John Howard daarentegen weigerde dit.
Op economisch vlak volgde Court de wereldwijd gevolgde neoliberale lijn en privatiseerde verscheidene overheidsbedrijven. Hij ondervond weinig tegenstand om de instellingen te privatiseren die Burke in de jaren 1980 had misbruikt. De Rural and Industries Bank en de State Insurance Office werden in 1995 verkocht. De gaspijpleiding van Dampier naar Bunbury en de State Shipping Service werden verkocht. Ook het Metropolitan Transport System werd verkocht aan een aantal private operatoren maar men behield wel het algemeen toezicht. In 1995 en 1997 werd wetgeving gestemd om de macht van de vakbonden te breken. De vakbonden dienden een geheim referendum onder de leden te houden alvorens tot een staking over te gaan. Het is niet duidelijk of de oorzaak bij die wetgeving lag of bij het verbeterde economische klimaat maar West-Australiës credit rating, door anonieme invloedrijke autoriteiten als Moody's en Standard & Poor's toegekend, steeg.
Midden de jaren 1990 lag de waarde van de gouduitvoer hoger dan die van het uitgevoerde ijzererts. Oude goudmijnen werden terug in gebruik genomen en in Boddington werd een nieuwe mijn ontwikkeld. De Japanse vraag naar ijzererts daalde door de Aziatische crisis van 1997 maar opkomende economieën als China en Zuid-Korea zorgden voor nieuwe mogelijkheden. De North West Shelf gaf nieuwe reserves aardgas bloot en de gaspijpleiding uit Dampier werd tot in Kalgoorlie verlengd.
In 1994 weigerde West-Australië om deel te nemen aan het federale Enviromental Council. Court hervormde daarenboven de Enviromental Protection Authority op zo'n manier dat de milieubeweging vreesde dat haar invloed beperkt werd. De overheid verbood in 1994 wel de olie-exploratie aan de Ningaloo-kust en beschermde in 1995 de Beeliar-draslanden tegen de uitbreiding van de metropool Perth. Na de verkiezingen van 1997 bleef de regering Court aan het beleid. Door de hervormingen van Burke verloren de liberalen wel de macht in het hogerhuis. Drie groenen en twee democraten hadden de sleutel tot de meerderheid in handen waardoor de milieuproblematiek nog meer op de voorgrond kwam te staan. De aluminiumfabriek in Wagerup werd onder de loep genomen. De groenen verzetten zich tegen de houtsnipperindustrie en zetten alles in op de redding van de inheemse loofbossen. In 1997-98 werd het Regional Forests Agreement onderhandeld. De mooiste stukken karri- en jarrahbos werden van exploitatie gevrijwaard en herbebossing diende met loofbossen in plaats van dennenbossen te gebeuren.

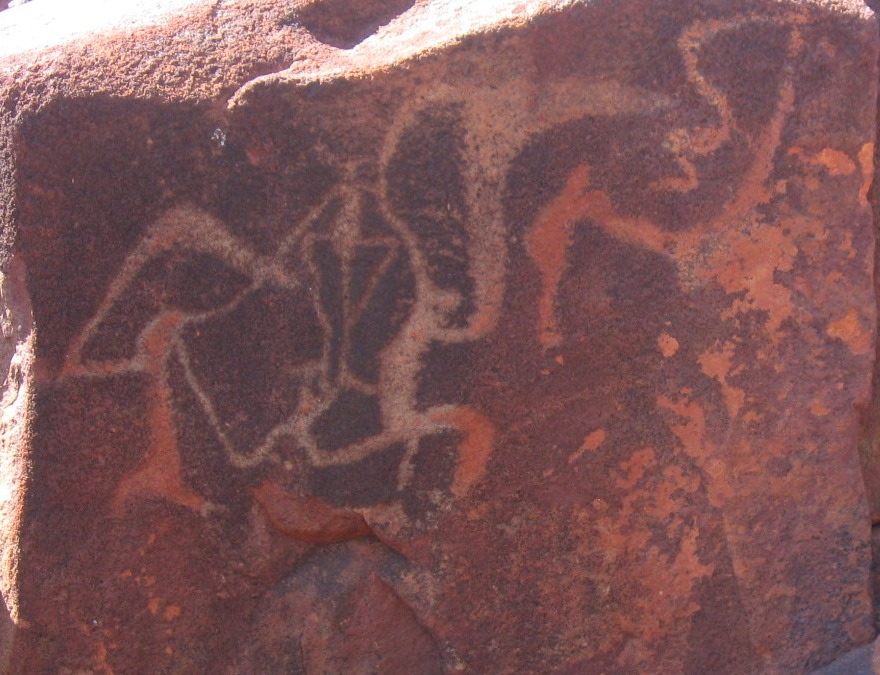
Petroglief op Dampier-archipel

De verkiezingen van 2001 leiden niet tot de herverkiezing van de regering Court. De economie draaide weliswaar goed en de overheid had opdracht gegeven tot de bouw van verscheidene monumenten en openbare gebouwen. Er was een nieuw maritiem museum in Fremantle geopend en de controversiële $ 5,5 miljoen kostende Belltower aan de oevers van de Swan werd recht getrokken. Toch stemden de kiezers op alternatieve partijen. De groenen behaalden twee extra zetels in het hogerhuis, One Nation Party haalde er ook drie zetels en Liberals for Forests behaalde een zetel in het lagerhuis. Labor vormde een regering met steun van de kleinere partijen en Geoffrey Gallop als premier. Gallop was bevriend met Tony Blair en was eerder al minister in de Laborregering die Burkes puin diende te ruimen. Er veranderde weinig aan het beleid. De loofbossen in het zuidwesten kregen nog meer bescherming. De wetten die de macht van de vakbonden hadden beknot werden deels terug gedraaid. In de Pilbara werden de Aborigines petrogliefen op het schiereiland Burrup, de hoogste concentratie rotskunst ter wereld, op 1% na, allemaal beschermd. De mijnbedrijven leerden zich ecologisch verantwoord te gedragen maar er bleven veel problemen rijzen. In 2013 werd een nieuwe strategie ontwikkeld, de Murujuga Rock Art Strategy, en werd de rotskunst onder het beheer van het Department of Water and Environmental Regulation en de Murujuga Aboriginal Corporation gebracht. In september 2018 werd de Murujuga Rock Art Stakeholder Reference Group opgericht om de samenwerking tussen overheid en Aboriginesgroepen te vergemakkelijken.
De drinkwaterbevoorrading van Perth kwam door de groeiende bevolking in het gedrang. Er waren steeds meer dammen gebouwd maar door het dalende neerslagpatroon volstonden deze niet meer. Er werden drie oplossingen naar voor geschoven. Water betrekken uit de grote Yarragadee-aquifer. Het was echter niet duidelijk hoe groot die was en wat de ecologische gevolgen daarvan voor het zuidwesten zouden zijn. De tweede oplossing had de voorkeur van de regering Gallop, een ontziltingsinstallatie in Kwinana. Ook hier was er onduidelijkheid over de ecologische gevolgen en over de kostprijs. Een derde gedurfde oplossing was het aanleggen van een waterpijpleiding, zoals deze van C.Y O'Connor, maar dan drie keer langer, vanuit Lake Argyle. Het werd een van de onderwerpen van de verkiezingen van 2005. Gallop richtte een onderzoekscommissie op. De pijpleiding vanuit de Kimberley werd te duur bevonden. In 2007 besliste de regering om ook de optie water uit de aquifer te betrekken te laten varen. De regering engageerde zich reeds voor een tweede ontziltingsinstallatie in Binningup, net ten noorden van Bunbury.

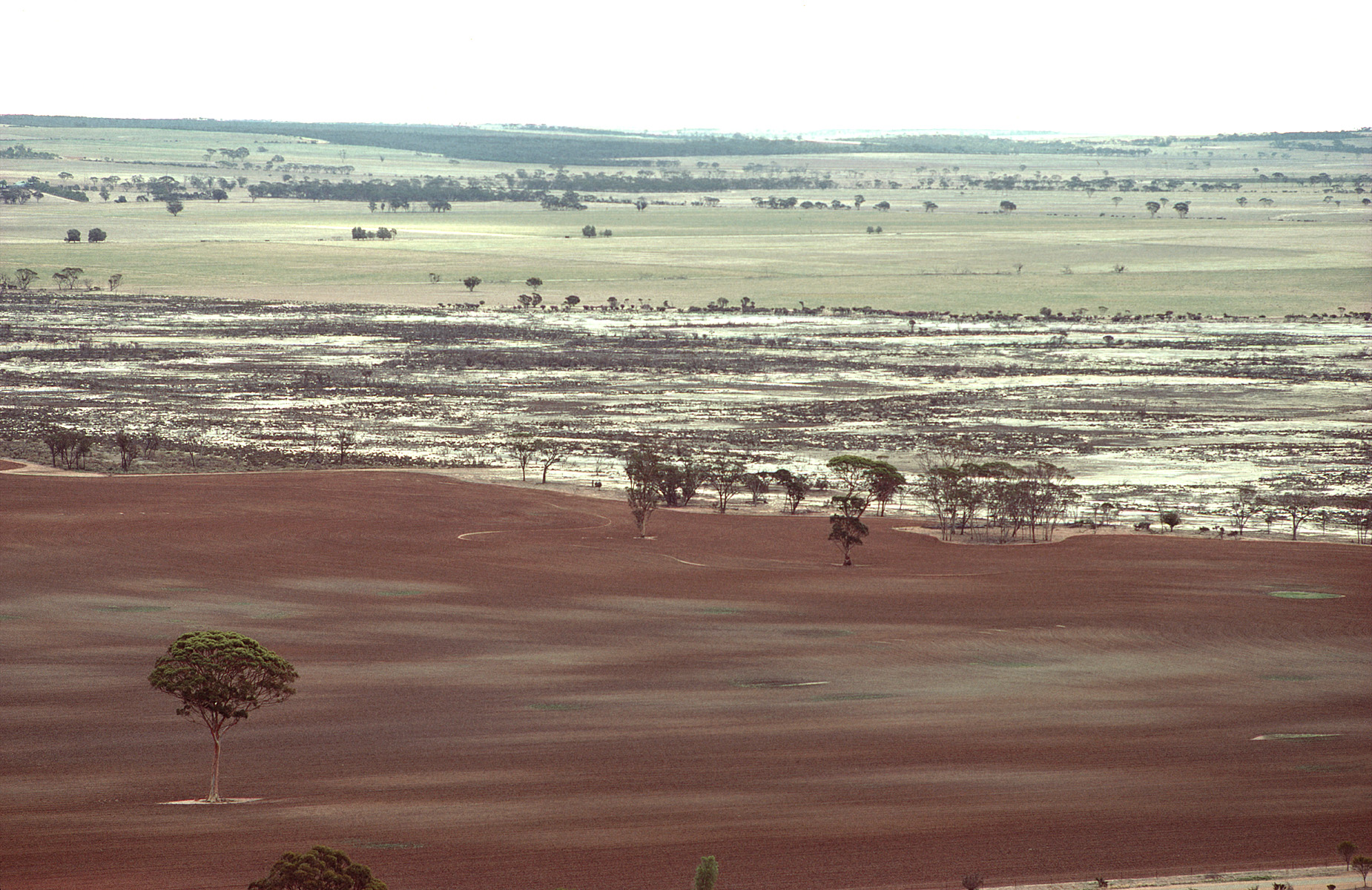
Verzilting van de Wheatbelt

Een ander probleem dat de aandacht opeiste was de verzilting van de landbouwgronden ten oosten van de vallei van de Avon. Sommige wetenschappers stelden voor het rivierensysteem terug in zijn natuurlijke staat te herstellen, andere schoven massale herbebossing als oplossing naar voren. Dit laatste had als nadeel dat veel landbouwgrond uit gebruik diende genomen te worden tegen zware vergoedingen voor de boeren. Het belang van de landelijke districten was dalende. De landbouwuitvoer werd in waarde door de energie- en mineralenuitvoer voorbij gestoken. Het probleem onaangeroerd laten zou voor een langzaam en pijnlijk proces van verdere verzilting zorgen. Het aantal runderen daalde van 2,6 miljoen in 1978 tot 1,7 miljoen in 2005 en het aantal schapen daalde tot 23 miljoen in 2001, goed voor 22% van het totale aantal in Australië, waarna het stabiliseerde. Begin jaren 1990 waren reeds een aantal graantelers overgegaan op de teelt van koolzaad en gerst. In de districten van de rivieren Margaret en Frankland werd een kwalitatieve wijnindustrie ontwikkeld. Een grootschalige oplossing voor de verziltingsproblematiek bleef echter uit.
In 2008 werd het verbod op het ontginnen van uranium in West-Australië opgeheven. Er staan vier projecten op stapel: het Yeelirrie project nabij Wiluna, het Wiluna Extension Project, het Kintyre Project nabij Newman en het Mulga Rock project nabij Kalgoorlie.
Onder Colin Barnett, premier van 2008 tot 2017, werd massaal geïnvesteerd. De schulden stegen en West-Australië verloor zijn AAA kredietrating. Tal van projecten, waaronder het project Elizabeth Quay, kregen te maken met uit de hand gelopen kosten. Premier Mark McGowan, die in 2017 aan het roer van de regering kwam, startte een onderzoek naar 26 projecten die onder zijn voorganger plaatsvonden.

Bevolkingsgroei WA 1826–2010